# 2015-ös női kosárlabda-Európa-bajnokság
A 2015-ös női kosárlabda-Európa-bajnokságot június 11. és 28. között rendezték Magyarországon és Romániában. Ez volt a 35. női kosárlabda-Európa-bajnokság. A mérkőzéseknek nyolc helyszín adott otthont. Az Eb-n 20 csapat vett részt. A győztes csapat kijutott a 2016-os olimpiára, a 2–5. helyezettek pedig az olimpiai selejtező tornára. Az Eb-t Szerbia nyerte, Magyarország a 17. helyen végzett.

## Helyszínek
A mérkőzéseket Magyarország öt, Románia három városában játszották.
| Budapest                                  | Debrecen                                  | Győr                             | Kolozsvár                      |
| ----------------------------------------- | ----------------------------------------- | -------------------------------- | ------------------------------ |
| SYMA Sport és Rendezvényközpont           | Debreceni Főnix Csarnok                   | Audi Aréna                       | Sala Polivalentă               |
| Férőhely: 5500                            | Férőhely: 8500                            | Férőhely: 2500                   | Férőhely: 7252                 |
|                                           |                                           |                                  |                                |
| Budapest Debrecen Szombathely Sopron Győr | Budapest Debrecen Szombathely Sopron Győr | Kolozsvár Nagyvárad Temesvár     | Kolozsvár Nagyvárad Temesvár   |
| Szombathely                               | Sopron                                    | Nagyvárad                        | Temesvár                       |
| Savaria Aréna                             | MKB Aréna Sopron                          | Sala Sporturilor "Antonio Alexe" | Sala Polivalentă "Politehnica" |
| Férőhely: 4000                            | Férőhely: 2500                            | Férőhely: 2500                   | Férőhely: 3000                 |
|                                           |                                           |                                  |                                |

## Résztvevők
A tornán az alábbi 20 csapat vesz részt.
| Nemzet           | Részvételi jog                                             | Kvalifikáció időpontja |
| ---------------- | ---------------------------------------------------------- | ---------------------- |
| Magyarország     | Rendező                                                    | 2011. december 18.     |
| Románia          | Rendező                                                    | 2012. május 19.        |
| Törökország      | 2014-es vb rendezője, és a 2013-as Eb harmadik helyezettje | 2011. március 13.      |
| Görögország      | A selejtező 1. fordulójának győztese                       | 2013. június 25.       |
| Szerbia          | 2013-as Eb 4. helyezettje                                  | 2013. június 26.       |
| Spanyolország    | 2013-as Eb győztese                                        | 2013. június 26.       |
| Csehország       | 2013-as Eb 6. helyezettje                                  | 2013. június 27.       |
| Franciaország    | 2013-as Eb 2. helyezettje                                  | 2013. június 27.       |
| Fehéroroszország | 2013-as Eb 5. helyezettje                                  | 2013. június 28.       |
| Horvátország     | Selejtező, F csoport győztese                              | 2014. június 22.       |
| Svédország       | Selejtező, E csoport 2. helyezett                          | 2014. június 22.       |
| Lettország       | Selejtező, C csoport győztese                              | 2014. június 22.       |
| Lengyelország    | Selejtező, A csoport 2. helyezett                          | 2014. június 22.       |
| Ukrajna          | Selejtező, D csoport 2. helyezett                          | 2014. június 23.       |
| Oroszország      | Selejtező, E csoport győztese                              | 2014. június 25.       |
| Szlovákia        | Selejtező, A csoport győztese                              | 2014. június 25.       |
| Olaszország      | Selejtező, C csoport 2. helyezett                          | 2014. június 25.       |
| Litvánia         | Selejtező, B csoport győztese                              | 2014. június 25.       |
| Nagy-Britannia   | Selejtező, B csoport 2. helyezett                          | 2014. június 25.       |
| Montenegró       | Selejtező, D csoport győztese                              | 2014. június 25.       |

## Sorsolás
A csoportok sorsolását 2014. november 29-én tartották Budapesten.
Kiemelés
A csapatok kiemelését 2014. november 20-án jelentették be. A FIBA Europe szabályai szerint a részt vevő nemzeteket a 2013-as női kosárlabda-Európa-bajnokság (első hat csapat), valamint a selejtezők alapján (S) sorolták be.
| 1. kalap                                                              | 2. kalap                                                                   | 3. kalap                                                            | 4. kalap                                                                 | 5. kalap                                                                              |
| --------------------------------------------------------------------- | -------------------------------------------------------------------------- | ------------------------------------------------------------------- | ------------------------------------------------------------------------ | ------------------------------------------------------------------------------------- |
| Spanyolország (1) · Franciaország (2) · Törökország (3) · Szerbia (4) | Fehéroroszország (5) · Csehország (6) · Horvátország (S1) · Szlovákia (S2) | Litvánia (S3) · Ukrajna (S4) · Lengyelország (S5) · Lettország (S6) | Montenegró (S7) · Oroszország (S8) · Svédország (S9) · Olaszország (S10) | Nagy-Britannia (S11) · Görögország (S1f) · Magyarország (rendező) · Románia (rendező) |

## Csoportkör
| Jelmagyarázat                                               |
| ----------------------------------------------------------- |
| A csoportok első három helyezettje bejutott a középdöntőbe. |
| A csoportok negyedik és ötödik helyezettjei kiestek.        |

### A csoport
| Csapat        | M | Gy | V | P+  | P–  | Gk  | P |
| ------------- | - | -- | - | --- | --- | --- | - |
| Franciaország | 4 | 4  | 0 | 319 | 264 | +55 | 8 |
| Montenegró    | 4 | 3  | 1 | 301 | 263 | +38 | 7 |
| Csehország    | 4 | 2  | 2 | 289 | 306 | −17 | 6 |
| Ukrajna       | 4 | 1  | 3 | 283 | 314 | −31 | 5 |
| Románia       | 4 | 0  | 4 | 270 | 305 | −35 | 4 |

| 2015. június 11. 18:00 | Montenegró                               | 71–52     | Csehország  | Sala Polivalentă, Temesvár Nézőszám: 300 Játékvezetők: Anne Panther (GER), Maj Forsberg (DEN), Artūras Šukys (LTU) |
| 2015. június 11. 18:00 | (20–14, 14–13, 17–11, 20–14) Jegyzőkönyv |           |             | Sala Polivalentă, Temesvár Nézőszám: 300 Játékvezetők: Anne Panther (GER), Maj Forsberg (DEN), Artūras Šukys (LTU) |
| 2015. június 11. 18:00 | Robinson 13                              | Pont      | Zrůstová 16 | Sala Polivalentă, Temesvár Nézőszám: 300 Játékvezetők: Anne Panther (GER), Maj Forsberg (DEN), Artūras Šukys (LTU) |
| 2015. június 11. 18:00 | Robinson 13                              | Lepattanó | Hanušová 6  | Sala Polivalentă, Temesvár Nézőszám: 300 Játékvezetők: Anne Panther (GER), Maj Forsberg (DEN), Artūras Šukys (LTU) |
| 2015. június 11. 18:00 | Škerović 6                               | Gólpassz  | Bartoňová 5 | Sala Polivalentă, Temesvár Nézőszám: 300 Játékvezetők: Anne Panther (GER), Maj Forsberg (DEN), Artūras Šukys (LTU) |

| 2015. június 11. 20:30 | Ukrajna                                  | 55–79     | Franciaország | Sala Polivalentă, Temesvár Nézőszám: 200 Játékvezetők: Erez Gurion (ISR), Asa Jernmo (SWE), Kapitány Gellért (HUN) |
| 2015. június 11. 20:30 | (21–20, 12–15, 12–24, 10–20) Jegyzőkönyv |           |               | Sala Polivalentă, Temesvár Nézőszám: 200 Játékvezetők: Erez Gurion (ISR), Asa Jernmo (SWE), Kapitány Gellért (HUN) |
| 2015. június 11. 20:30 | Iagupova 19                              | Pont      | Gruda 18      | Sala Polivalentă, Temesvár Nézőszám: 200 Játékvezetők: Erez Gurion (ISR), Asa Jernmo (SWE), Kapitány Gellért (HUN) |
| 2015. június 11. 20:30 | Khomenchuk 5                             | Lepattanó | Gruda 15      | Sala Polivalentă, Temesvár Nézőszám: 200 Játékvezetők: Erez Gurion (ISR), Asa Jernmo (SWE), Kapitány Gellért (HUN) |
| 2015. június 11. 20:30 | Dubrovina 4                              | Gólpassz  | Dumerc 7      | Sala Polivalentă, Temesvár Nézőszám: 200 Játékvezetők: Erez Gurion (ISR), Asa Jernmo (SWE), Kapitány Gellért (HUN) |

| 2015. június 12. 18:00 | Csehország                               | 80–79     | Ukrajna        | Sala Polivalentă, Temesvár Nézőszám: 350 Játékvezetők: Erez Gurion (ISR), Kapitány Gellért (HUN), Gavin Williams (WAL) |
| 2015. június 12. 18:00 | (31–17, 17–21, 14–17, 18–24) Jegyzőkönyv |           |                | Sala Polivalentă, Temesvár Nézőszám: 350 Játékvezetők: Erez Gurion (ISR), Kapitány Gellért (HUN), Gavin Williams (WAL) |
| 2015. június 12. 18:00 | Elhotová, Hanušová 23                    | Pont      | Iagupova 32    | Sala Polivalentă, Temesvár Nézőszám: 350 Játékvezetők: Erez Gurion (ISR), Kapitány Gellért (HUN), Gavin Williams (WAL) |
| 2015. június 12. 18:00 | Veselá 9                                 | Lepattanó | Dorogobuzova 9 | Sala Polivalentă, Temesvár Nézőszám: 350 Játékvezetők: Erez Gurion (ISR), Kapitány Gellért (HUN), Gavin Williams (WAL) |
| 2015. június 12. 18:00 | Bortelová 10                             | Gólpassz  | Dubrovina 5    | Sala Polivalentă, Temesvár Nézőszám: 350 Játékvezetők: Erez Gurion (ISR), Kapitány Gellért (HUN), Gavin Williams (WAL) |

| 2015. június 12. 20:30 | Románia                                 | 61–79     | Montenegró    | Sala Polivalentă, Temesvár Nézőszám: 800 Játékvezetők: Anne Panther (GER), Maj Forsberg (DEN), Artūras Šukys (LTU) |
| 2015. június 12. 20:30 | (18–26, 4–25, 18–15, 21–13) Jegyzőkönyv |           |               | Sala Polivalentă, Temesvár Nézőszám: 800 Játékvezetők: Anne Panther (GER), Maj Forsberg (DEN), Artūras Šukys (LTU) |
| 2015. június 12. 20:30 | Mărginean 18                            | Pont      | Dubljević 19  | Sala Polivalentă, Temesvár Nézőszám: 800 Játékvezetők: Anne Panther (GER), Maj Forsberg (DEN), Artūras Šukys (LTU) |
| 2015. június 12. 20:30 | Ursu 7                                  | Lepattanó | Perovanović 9 | Sala Polivalentă, Temesvár Nézőszám: 800 Játékvezetők: Anne Panther (GER), Maj Forsberg (DEN), Artūras Šukys (LTU) |
| 2015. június 12. 20:30 | Mărginean 6                             | Gólpassz  | Škerović 10   | Sala Polivalentă, Temesvár Nézőszám: 800 Játékvezetők: Anne Panther (GER), Maj Forsberg (DEN), Artūras Šukys (LTU) |

| 2015. június 13. | Franciaország                            | 85–75     | Csehország         | Sala Polivalentă, Temesvár Nézőszám: 180 Játékvezetők: Anne Panther (GER), Erez Gurion (ISR), Kapitány Gellért (HUN) |
| 2015. június 13. | (28–17, 16–28, 23–13, 18–17) Jegyzőkönyv |           |                    | Sala Polivalentă, Temesvár Nézőszám: 180 Játékvezetők: Anne Panther (GER), Erez Gurion (ISR), Kapitány Gellért (HUN) |
| 2015. június 13. | Gruda 26                                 | Pont      | Elhotová 20        | Sala Polivalentă, Temesvár Nézőszám: 180 Játékvezetők: Anne Panther (GER), Erez Gurion (ISR), Kapitány Gellért (HUN) |
| 2015. június 13. | Tchatchouang 7                           | Lepattanó | Hanušová, Veselá 5 | Sala Polivalentă, Temesvár Nézőszám: 180 Játékvezetők: Anne Panther (GER), Erez Gurion (ISR), Kapitány Gellért (HUN) |
| 2015. június 13. | Dumerc 7                                 | Gólpassz  | Bortelová 8        | Sala Polivalentă, Temesvár Nézőszám: 180 Játékvezetők: Anne Panther (GER), Erez Gurion (ISR), Kapitány Gellért (HUN) |

| 2015. június 13. 20:30 | Ukrajna                                  | 78–71     | Románia  | Sala Polivalentă, Temesvár Nézőszám: 500 Játékvezetők: Maj Forsberg (DEN), Asa Jernmo (SWE), Gavin Williams (WAL) |
| 2015. június 13. 20:30 | (19–24, 13–12, 25–20, 21–15) Jegyzőkönyv |           |          | Sala Polivalentă, Temesvár Nézőszám: 500 Játékvezetők: Maj Forsberg (DEN), Asa Jernmo (SWE), Gavin Williams (WAL) |
| 2015. június 13. 20:30 | Iagupova 33                              | Pont      | Pop 14   | Sala Polivalentă, Temesvár Nézőszám: 500 Játékvezetők: Maj Forsberg (DEN), Asa Jernmo (SWE), Gavin Williams (WAL) |
| 2015. június 13. 20:30 | Iagupova 7                               | Lepattanó | Pavel 10 | Sala Polivalentă, Temesvár Nézőszám: 500 Játékvezetők: Maj Forsberg (DEN), Asa Jernmo (SWE), Gavin Williams (WAL) |
| 2015. június 13. 20:30 | Samburska 4                              | Gólpassz  | Părău 9  | Sala Polivalentă, Temesvár Nézőszám: 500 Játékvezetők: Maj Forsberg (DEN), Asa Jernmo (SWE), Gavin Williams (WAL) |

| 2015. június 14. 18:00 | Montenegró                              | 84–71     | Ukrajna               | Sala Polivalentă, Temesvár Nézőszám: 350 Játékvezetők: Artūras Šukys (LTU), Maj Forsberg (DEN), Kapitány Gellért (HUN) |
| 2015. június 14. 18:00 | (25–21, 24–14, 18–27, 17–9) Jegyzőkönyv |           |                       | Sala Polivalentă, Temesvár Nézőszám: 350 Játékvezetők: Artūras Šukys (LTU), Maj Forsberg (DEN), Kapitány Gellért (HUN) |
| 2015. június 14. 18:00 | Robinson 18                             | Pont      | Iagupova 33           | Sala Polivalentă, Temesvár Nézőszám: 350 Játékvezetők: Artūras Šukys (LTU), Maj Forsberg (DEN), Kapitány Gellért (HUN) |
| 2015. június 14. 18:00 | Robinson 8                              | Lepattanó | Iagupova 7            | Sala Polivalentă, Temesvár Nézőszám: 350 Játékvezetők: Artūras Šukys (LTU), Maj Forsberg (DEN), Kapitány Gellért (HUN) |
| 2015. június 14. 18:00 | Škerović 13                             | Gólpassz  | Iagupova, Samburska 4 | Sala Polivalentă, Temesvár Nézőszám: 350 Játékvezetők: Artūras Šukys (LTU), Maj Forsberg (DEN), Kapitány Gellért (HUN) |

| 2015. június 14. 20:30 | Románia                                 | 67–76     | Franciaország | Sala Polivalentă, Temesvár Nézőszám: 800 Játékvezetők: Erez Gurion (ISR), Asa Jernmo (SWE), Gavin Williams (WAL) |
| 2015. június 14. 20:30 | (18–20, 22–17, 20–17, 7–22) Jegyzőkönyv |           |               | Sala Polivalentă, Temesvár Nézőszám: 800 Játékvezetők: Erez Gurion (ISR), Asa Jernmo (SWE), Gavin Williams (WAL) |
| 2015. június 14. 20:30 | Pop, Stoenescu 14                       | Pont      | Salagnac 17   | Sala Polivalentă, Temesvár Nézőszám: 800 Játékvezetők: Erez Gurion (ISR), Asa Jernmo (SWE), Gavin Williams (WAL) |
| 2015. június 14. 20:30 | Pavel 8                                 | Lepattanó | Gruda 9       | Sala Polivalentă, Temesvár Nézőszám: 800 Játékvezetők: Erez Gurion (ISR), Asa Jernmo (SWE), Gavin Williams (WAL) |
| 2015. június 14. 20:30 | Părău 5                                 | Gólpassz  | Dumerc 8      | Sala Polivalentă, Temesvár Nézőszám: 800 Játékvezetők: Erez Gurion (ISR), Asa Jernmo (SWE), Gavin Williams (WAL) |

| 2015. június 15. 18:00 | Franciaország                            | 79–67     | Montenegró     | Sala Polivalentă, Temesvár Nézőszám: 500 Játékvezetők: Erez Gurion (ISR), Maj Forsberg (DEN), Gavin Williams (WAL) |
| 2015. június 15. 18:00 | (26–16, 21–20, 20–13, 12–18) Jegyzőkönyv |           |                | Sala Polivalentă, Temesvár Nézőszám: 500 Játékvezetők: Erez Gurion (ISR), Maj Forsberg (DEN), Gavin Williams (WAL) |
| 2015. június 15. 18:00 | Gruda 25                                 | Pont      | Perovanović 18 | Sala Polivalentă, Temesvár Nézőszám: 500 Játékvezetők: Erez Gurion (ISR), Maj Forsberg (DEN), Gavin Williams (WAL) |
| 2015. június 15. 18:00 | Gruda 8                                  | Lepattanó | Perovanović 6  | Sala Polivalentă, Temesvár Nézőszám: 500 Játékvezetők: Erez Gurion (ISR), Maj Forsberg (DEN), Gavin Williams (WAL) |
| 2015. június 15. 18:00 | Dumerc 7                                 | Gólpassz  | Škerović 5     | Sala Polivalentă, Temesvár Nézőszám: 500 Játékvezetők: Erez Gurion (ISR), Maj Forsberg (DEN), Gavin Williams (WAL) |

| 2015. június 15. 20:30 | Csehország                               | 82–71     | Románia      | Sala Polivalentă, Temesvár Nézőszám: 800 Játékvezetők: Anne Panther (GER), Kapitány Gellért (HUN), Artūras Šukys (LTU) |
| 2015. június 15. 20:30 | (20–18, 19–17, 24–18, 19–18) Jegyzőkönyv |           |              | Sala Polivalentă, Temesvár Nézőszám: 800 Játékvezetők: Anne Panther (GER), Kapitány Gellért (HUN), Artūras Šukys (LTU) |
| 2015. június 15. 20:30 | Hanušová 24                              | Pont      | Mărginean 22 | Sala Polivalentă, Temesvár Nézőszám: 800 Játékvezetők: Anne Panther (GER), Kapitány Gellért (HUN), Artūras Šukys (LTU) |
| 2015. június 15. 20:30 | Hanušová, Veselá 6                       | Lepattanó | Mărginean 9  | Sala Polivalentă, Temesvár Nézőszám: 800 Játékvezetők: Anne Panther (GER), Kapitány Gellért (HUN), Artūras Šukys (LTU) |
| 2015. június 15. 20:30 | Bortelová 7                              | Gólpassz  | Părău 9      | Sala Polivalentă, Temesvár Nézőszám: 800 Játékvezetők: Anne Panther (GER), Kapitány Gellért (HUN), Artūras Šukys (LTU) |

### B csoport
| Csapat           | M | Gy | V | P+  | P–  | Gk  | P |
| ---------------- | - | -- | - | --- | --- | --- | - |
| Fehéroroszország | 4 | 4  | 0 | 299 | 234 | +65 | 8 |
| Törökország      | 4 | 3  | 1 | 220 | 215 | +5  | 7 |
| Görögország      | 4 | 2  | 2 | 217 | 239 | −22 | 6 |
| Olaszország      | 4 | 1  | 3 | 232 | 241 | −9  | 5 |
| Lengyelország    | 4 | 0  | 4 | 208 | 247 | −39 | 4 |

| 2015. június 11. 18:00 | Lengyelország                           | 54–57     | Törökország | Sala Sporturilor, Nagyvárad Nézőszám: 100 Játékvezetők: Carlos Peruga (ESP), Semen Ovinov (RUS), Jelena Tomić (CRO) |
| 2015. június 11. 18:00 | (17–11, 16–15, 9–17, 12–14) Jegyzőkönyv |           |             | Sala Sporturilor, Nagyvárad Nézőszám: 100 Játékvezetők: Carlos Peruga (ESP), Semen Ovinov (RUS), Jelena Tomić (CRO) |
| 2015. június 11. 18:00 | Kobryn 24                               | Pont      | Sanders 16  | Sala Sporturilor, Nagyvárad Nézőszám: 100 Játékvezetők: Carlos Peruga (ESP), Semen Ovinov (RUS), Jelena Tomić (CRO) |
| 2015. június 11. 18:00 | Kobryn 7                                | Lepattanó | Sanders 7   | Sala Sporturilor, Nagyvárad Nézőszám: 100 Játékvezetők: Carlos Peruga (ESP), Semen Ovinov (RUS), Jelena Tomić (CRO) |
| 2015. június 11. 18:00 | McBride, Żurowska 3                     | Gólpassz  | Vardarlı 8  | Sala Sporturilor, Nagyvárad Nézőszám: 100 Játékvezetők: Carlos Peruga (ESP), Semen Ovinov (RUS), Jelena Tomić (CRO) |

| 2015. június 11. 20:30 | Olaszország                                    | 76–85 (h. u.) | Fehéroroszország | Sala Sporturilor, Nagyvárad Nézőszám: 150 Játékvezetők: Jasmina Juras (SRB), Andris Aunkrogers (LAT), Ilias Kounelles (CYP) |
| 2015. június 11. 20:30 | (14–14, 18–19, 16–20, 25–20, 3–12) Jegyzőkönyv |               |                  | Sala Sporturilor, Nagyvárad Nézőszám: 150 Játékvezetők: Jasmina Juras (SRB), Andris Aunkrogers (LAT), Ilias Kounelles (CYP) |
| 2015. június 11. 20:30 | Sottana 19                                     | Pont          | Leuchanka 25     | Sala Sporturilor, Nagyvárad Nézőszám: 150 Játékvezetők: Jasmina Juras (SRB), Andris Aunkrogers (LAT), Ilias Kounelles (CYP) |
| 2015. június 11. 20:30 | Ress 8                                         | Lepattanó     | Leuchanka 14     | Sala Sporturilor, Nagyvárad Nézőszám: 150 Játékvezetők: Jasmina Juras (SRB), Andris Aunkrogers (LAT), Ilias Kounelles (CYP) |
| 2015. június 11. 20:30 | öt játékos 2                                   | Gólpassz      | Verameyenka 6    | Sala Sporturilor, Nagyvárad Nézőszám: 150 Játékvezetők: Jasmina Juras (SRB), Andris Aunkrogers (LAT), Ilias Kounelles (CYP) |

| 2015. június 12. 18:00 | Görögország                          | 51–46     | Olaszország | Sala Sporturilor, Nagyvárad Nézőszám: 150 Játékvezetők: Semen Ovinov (RUS), Carlos Peruga (ESP), Marek Kúkelčík (SVK) |
| 2015. június 12. 18:00 | (9–18, 16–4, 6–15, 20–9) Jegyzőkönyv |           |             | Sala Sporturilor, Nagyvárad Nézőszám: 150 Játékvezetők: Semen Ovinov (RUS), Carlos Peruga (ESP), Marek Kúkelčík (SVK) |
| 2015. június 12. 18:00 | Sotiriou 13                          | Pont      | Ress 13     | Sala Sporturilor, Nagyvárad Nézőszám: 150 Játékvezetők: Semen Ovinov (RUS), Carlos Peruga (ESP), Marek Kúkelčík (SVK) |
| 2015. június 12. 18:00 | Spanou 10                            | Lepattanó | Ress 11     | Sala Sporturilor, Nagyvárad Nézőszám: 150 Játékvezetők: Semen Ovinov (RUS), Carlos Peruga (ESP), Marek Kúkelčík (SVK) |
| 2015. június 12. 18:00 | Lymoura 5                            | Gólpassz  | Ress 3      | Sala Sporturilor, Nagyvárad Nézőszám: 150 Játékvezetők: Semen Ovinov (RUS), Carlos Peruga (ESP), Marek Kúkelčík (SVK) |

| 2015. június 12. 20:30 | Fehéroroszország                        | 65–49     | Lengyelország | Sala Sporturilor, Nagyvárad Nézőszám: 150 Játékvezetők: Andris Aunkrogers (LAT), Jasmina Juras (SRB), Ilias Kounelles (CYP) |
| 2015. június 12. 20:30 | (23–18, 11–6, 21–12, 10–13) Jegyzőkönyv |           |               | Sala Sporturilor, Nagyvárad Nézőszám: 150 Játékvezetők: Andris Aunkrogers (LAT), Jasmina Juras (SRB), Ilias Kounelles (CYP) |
| 2015. június 12. 20:30 | Snytsina 13                             | Pont      | Żurowska 13   | Sala Sporturilor, Nagyvárad Nézőszám: 150 Játékvezetők: Andris Aunkrogers (LAT), Jasmina Juras (SRB), Ilias Kounelles (CYP) |
| 2015. június 12. 20:30 | Leuchanka 15                            | Lepattanó | Krezel, Koc 6 | Sala Sporturilor, Nagyvárad Nézőszám: 150 Játékvezetők: Andris Aunkrogers (LAT), Jasmina Juras (SRB), Ilias Kounelles (CYP) |
| 2015. június 12. 20:30 | Troina 7                                | Gólpassz  | Owczarzak 4   | Sala Sporturilor, Nagyvárad Nézőszám: 150 Játékvezetők: Andris Aunkrogers (LAT), Jasmina Juras (SRB), Ilias Kounelles (CYP) |

| 2015. június 13. 18:00 | Lengyelország                          | 50–59     | Görögország  | Sala Sporturilor, Nagyvárad Nézőszám: 150 Játékvezetők: Jasmina Juras (SRB), Andris Aunkrogers (LAT), Jelena Tomić (CRO) |
| 2015. június 13. 18:00 | (25–15, 4–11, 9–20, 12–13) Jegyzőkönyv |           |              | Sala Sporturilor, Nagyvárad Nézőszám: 150 Játékvezetők: Jasmina Juras (SRB), Andris Aunkrogers (LAT), Jelena Tomić (CRO) |
| 2015. június 13. 18:00 | Kobryn 11                              | Pont      | Kaltsidou 13 | Sala Sporturilor, Nagyvárad Nézőszám: 150 Játékvezetők: Jasmina Juras (SRB), Andris Aunkrogers (LAT), Jelena Tomić (CRO) |
| 2015. június 13. 18:00 | Żurowska 7                             | Lepattanó | Spanou 10    | Sala Sporturilor, Nagyvárad Nézőszám: 150 Játékvezetők: Jasmina Juras (SRB), Andris Aunkrogers (LAT), Jelena Tomić (CRO) |
| 2015. június 13. 18:00 | McBride 6                              | Gólpassz  | Lymoura 4    | Sala Sporturilor, Nagyvárad Nézőszám: 150 Játékvezetők: Jasmina Juras (SRB), Andris Aunkrogers (LAT), Jelena Tomić (CRO) |

| 2015. június 13. 20:30 | Törökország                             | 52–67     | Fehéroroszország | Sala Sporturilor, Nagyvárad Nézőszám: 150 Játékvezetők: Carlos Peruga (ESP), Semen Ovinov (RUS), Marek Kúkelčík (SVK) |
| 2015. június 13. 20:30 | (13–15, 8–11, 17–25, 14–16) Jegyzőkönyv |           |                  | Sala Sporturilor, Nagyvárad Nézőszám: 150 Játékvezetők: Carlos Peruga (ESP), Semen Ovinov (RUS), Marek Kúkelčík (SVK) |
| 2015. június 13. 20:30 | Yılmaz 12                               | Pont      | Leuchanka 15     | Sala Sporturilor, Nagyvárad Nézőszám: 150 Játékvezetők: Carlos Peruga (ESP), Semen Ovinov (RUS), Marek Kúkelčík (SVK) |
| 2015. június 13. 20:30 | Yılmaz 7                                | Lepattanó | Leuchanka 10     | Sala Sporturilor, Nagyvárad Nézőszám: 150 Játékvezetők: Carlos Peruga (ESP), Semen Ovinov (RUS), Marek Kúkelčík (SVK) |
| 2015. június 13. 20:30 | Vardarlı 5                              | Gólpassz  | Harding 6        | Sala Sporturilor, Nagyvárad Nézőszám: 150 Játékvezetők: Carlos Peruga (ESP), Semen Ovinov (RUS), Marek Kúkelčík (SVK) |

| 2015. június 14. 18:00 | Olaszország                            | 66–55     | Lengyelország | Sala Sporturilor, Nagyvárad Nézőszám: 150 Játékvezetők: Semen Ovinov (RUS), Marek Kúkelčík (SVK), Ilias Kounelles (CYP) |
| 2015. június 14. 18:00 | (17–22, 18–9, 16–20, 15–4) Jegyzőkönyv |           |               | Sala Sporturilor, Nagyvárad Nézőszám: 150 Játékvezetők: Semen Ovinov (RUS), Marek Kúkelčík (SVK), Ilias Kounelles (CYP) |
| 2015. június 14. 18:00 | Sottana 17                             | Pont      | Kobryn 17     | Sala Sporturilor, Nagyvárad Nézőszám: 150 Játékvezetők: Semen Ovinov (RUS), Marek Kúkelčík (SVK), Ilias Kounelles (CYP) |
| 2015. június 14. 18:00 | Ress 9                                 | Lepattanó | Koc, Kobryn 8 | Sala Sporturilor, Nagyvárad Nézőszám: 150 Játékvezetők: Semen Ovinov (RUS), Marek Kúkelčík (SVK), Ilias Kounelles (CYP) |
| 2015. június 14. 18:00 | Sottana 5                              | Gólpassz  | McBride 4     | Sala Sporturilor, Nagyvárad Nézőszám: 150 Játékvezetők: Semen Ovinov (RUS), Marek Kúkelčík (SVK), Ilias Kounelles (CYP) |

| 2015. június 14. 20:30 | Görögország                             | 50–61     | Törökország | Sala Sporturilor, Nagyvárad Nézőszám: 150 Játékvezetők: Andris Aunkrogers (LAT), Jasmina Juras (SRB), Jelena Tomić (CRO) |
| 2015. június 14. 20:30 | (13–14, 17–11, 6–16, 14–20) Jegyzőkönyv |           |             | Sala Sporturilor, Nagyvárad Nézőszám: 150 Játékvezetők: Andris Aunkrogers (LAT), Jasmina Juras (SRB), Jelena Tomić (CRO) |
| 2015. június 14. 20:30 | Dimitrakou, Kaltsidou 12                | Pont      | Pringle 18  | Sala Sporturilor, Nagyvárad Nézőszám: 150 Játékvezetők: Andris Aunkrogers (LAT), Jasmina Juras (SRB), Jelena Tomić (CRO) |
| 2015. június 14. 20:30 | Kaltsidou 10                            | Lepattanó | Pringle 12  | Sala Sporturilor, Nagyvárad Nézőszám: 150 Játékvezetők: Andris Aunkrogers (LAT), Jasmina Juras (SRB), Jelena Tomić (CRO) |
| 2015. június 14. 20:30 | Lymoura 4                               | Gólpassz  | Vardarlı 5  | Sala Sporturilor, Nagyvárad Nézőszám: 150 Játékvezetők: Andris Aunkrogers (LAT), Jasmina Juras (SRB), Jelena Tomić (CRO) |

| 2015. június 15. 18:00 | Fehéroroszország                        | 82–57     | Görögország                  | Sala Sporturilor, Nagyvárad Nézőszám: 150 Játékvezetők: Carlos Peruga (ESP), Semen Ovinov (RUS), Ilias Kounelles (CYP) |
| 2015. június 15. 18:00 | (17–16, 24–7, 25–12, 16–22) Jegyzőkönyv |           |                              | Sala Sporturilor, Nagyvárad Nézőszám: 150 Játékvezetők: Carlos Peruga (ESP), Semen Ovinov (RUS), Ilias Kounelles (CYP) |
| 2015. június 15. 18:00 | Papova 20                               | Pont      | Dimitrakou 14                | Sala Sporturilor, Nagyvárad Nézőszám: 150 Játékvezetők: Carlos Peruga (ESP), Semen Ovinov (RUS), Ilias Kounelles (CYP) |
| 2015. június 15. 18:00 | Leuchanka 11                            | Lepattanó | Dimitrakou, Chatzinikolaou 4 | Sala Sporturilor, Nagyvárad Nézőszám: 150 Játékvezetők: Carlos Peruga (ESP), Semen Ovinov (RUS), Ilias Kounelles (CYP) |
| 2015. június 15. 18:00 | Verameyenka 6                           | Gólpassz  | Spanou 4                     | Sala Sporturilor, Nagyvárad Nézőszám: 150 Játékvezetők: Carlos Peruga (ESP), Semen Ovinov (RUS), Ilias Kounelles (CYP) |

| 2015. június 15. 20:30 | Törökország                            | 50–44     | Olaszország  | Sala Sporturilor, Nagyvárad Nézőszám: 150 Játékvezetők: Jasmina Juras (SRB), Andris Aunkrogers (LAT), Jelena Tomić (CRO) |
| 2015. június 15. 20:30 | (18–14, 13–5, 13–14, 6–11) Jegyzőkönyv |           |              | Sala Sporturilor, Nagyvárad Nézőszám: 150 Játékvezetők: Jasmina Juras (SRB), Andris Aunkrogers (LAT), Jelena Tomić (CRO) |
| 2015. június 15. 20:30 | Yılmaz 12                              | Pont      | Masciadri 13 | Sala Sporturilor, Nagyvárad Nézőszám: 150 Játékvezetők: Jasmina Juras (SRB), Andris Aunkrogers (LAT), Jelena Tomić (CRO) |
| 2015. június 15. 20:30 | Sanders 12                             | Lepattanó | Ress 9       | Sala Sporturilor, Nagyvárad Nézőszám: 150 Játékvezetők: Jasmina Juras (SRB), Andris Aunkrogers (LAT), Jelena Tomić (CRO) |
| 2015. június 15. 20:30 | Alben 7                                | Gólpassz  | Sottana 3    | Sala Sporturilor, Nagyvárad Nézőszám: 150 Játékvezetők: Jasmina Juras (SRB), Andris Aunkrogers (LAT), Jelena Tomić (CRO) |

### C csoport
| Csapat         | M | Gy | V | P+  | P–  | Gk  | P |
| -------------- | - | -- | - | --- | --- | --- | - |
| Oroszország    | 4 | 3  | 1 | 293 | 223 | +70 | 7 |
| Szerbia        | 4 | 3  | 1 | 294 | 263 | +31 | 7 |
| Horvátország   | 4 | 2  | 2 | 277 | 305 | −28 | 6 |
| Lettország     | 4 | 2  | 2 | 258 | 263 | −5  | 6 |
| Nagy-Britannia | 4 | 0  | 4 | 222 | 290 | −68 | 4 |

Jegyzet
Azonos pontszám esetén az egymás elleni eredmények döntöttek:
- Oroszország–Szerbia 77–53
- Horvátország–Lettország 67–63

| 2015. június 11. 16:30 | Lettország                               | 60–76     | Szerbia             | Savaria Aréna, Szombathely Nézőszám: 200 Játékvezetők: Fabiana Martinescu (ROU), Janusz Calik (POL), Özlem Yalman (TUR) |
| 2015. június 11. 16:30 | (19–21, 18–18, 11–19, 12–18) Jegyzőkönyv |           |                     | Savaria Aréna, Szombathely Nézőszám: 200 Játékvezetők: Fabiana Martinescu (ROU), Janusz Calik (POL), Özlem Yalman (TUR) |
| 2015. június 11. 16:30 | Jēkabsone-Žogota 11                      | Pont      | Petrović 19         | Savaria Aréna, Szombathely Nézőszám: 200 Játékvezetők: Fabiana Martinescu (ROU), Janusz Calik (POL), Özlem Yalman (TUR) |
| 2015. június 11. 16:30 | Vitola 16                                | Lepattanó | Butulija, Radočaj 6 | Savaria Aréna, Szombathely Nézőszám: 200 Játékvezetők: Fabiana Martinescu (ROU), Janusz Calik (POL), Özlem Yalman (TUR) |
| 2015. június 11. 16:30 | Baško-Melnbārde 5                        | Gólpassz  | M. Dabović 5        | Savaria Aréna, Szombathely Nézőszám: 200 Játékvezetők: Fabiana Martinescu (ROU), Janusz Calik (POL), Özlem Yalman (TUR) |

| 2015. június 11. 19:00 | Oroszország                             | 83–62     | Horvátország | Savaria Aréna, Szombathely Nézőszám: 200 Játékvezetők: Manuel Mazzoni (ITA), Ilona Kučerová (CZE), Mila Cavara (BIH) |
| 2015. június 11. 19:00 | (22–13, 20–19, 23–7, 18–23) Jegyzőkönyv |           |              | Savaria Aréna, Szombathely Nézőszám: 200 Játékvezetők: Manuel Mazzoni (ITA), Ilona Kučerová (CZE), Mila Cavara (BIH) |
| 2015. június 11. 19:00 | Prince 16                               | Pont      | Ciglar 17    | Savaria Aréna, Szombathely Nézőszám: 200 Játékvezetők: Manuel Mazzoni (ITA), Ilona Kučerová (CZE), Mila Cavara (BIH) |
| 2015. június 11. 19:00 | Osipova 10                              | Lepattanó | Ivanković 8  | Savaria Aréna, Szombathely Nézőszám: 200 Játékvezetők: Manuel Mazzoni (ITA), Ilona Kučerová (CZE), Mila Cavara (BIH) |
| 2015. június 11. 19:00 | Osipova 6                               | Gólpassz  | Mazić 4      | Savaria Aréna, Szombathely Nézőszám: 200 Játékvezetők: Manuel Mazzoni (ITA), Ilona Kučerová (CZE), Mila Cavara (BIH) |

| 2015. június 12. 16:30 | Horvátország                             | 67–63     | Lettország          | Savaria Aréna, Szombathely Nézőszám: 110 Játékvezetők: Janusz Calik (POL), Manuel Mazzoni (ITA), Sonia Teixeira (POR) |
| 2015. június 12. 16:30 | (20–19, 16–10, 12–14, 19–20) Jegyzőkönyv |           |                     | Savaria Aréna, Szombathely Nézőszám: 110 Játékvezetők: Janusz Calik (POL), Manuel Mazzoni (ITA), Sonia Teixeira (POR) |
| 2015. június 12. 16:30 | Slišković 15                             | Pont      | Šteinberga 24       | Savaria Aréna, Szombathely Nézőszám: 110 Játékvezetők: Janusz Calik (POL), Manuel Mazzoni (ITA), Sonia Teixeira (POR) |
| 2015. június 12. 16:30 | Ivanković 10                             | Lepattanó | Šteinberga 8        | Savaria Aréna, Szombathely Nézőszám: 110 Játékvezetők: Janusz Calik (POL), Manuel Mazzoni (ITA), Sonia Teixeira (POR) |
| 2015. június 12. 16:30 | Milogla 3                                | Gólpassz  | Eglīte, Jēkabsone 4 | Savaria Aréna, Szombathely Nézőszám: 110 Játékvezetők: Janusz Calik (POL), Manuel Mazzoni (ITA), Sonia Teixeira (POR) |

| 2015. június 12. 19:00 | Nagy-Britannia                         | 40–71     | Oroszország                    | Savaria Aréna, Szombathely Nézőszám: 110 Játékvezetők: Ilona Kučerová (CZE), Fabiana Martinescu (ROU), Özlem Yalman (TUR) |
| 2015. június 12. 19:00 | (13–25, 9–13, 12–13, 6–20) Jegyzőkönyv |           |                                | Savaria Aréna, Szombathely Nézőszám: 110 Játékvezetők: Ilona Kučerová (CZE), Fabiana Martinescu (ROU), Özlem Yalman (TUR) |
| 2015. június 12. 19:00 | Stewart 10                             | Pont      | Vadeeva 13                     | Savaria Aréna, Szombathely Nézőszám: 110 Játékvezetők: Ilona Kučerová (CZE), Fabiana Martinescu (ROU), Özlem Yalman (TUR) |
| 2015. június 12. 19:00 | Allen 8                                | Lepattanó | Vadeeva 8                      | Savaria Aréna, Szombathely Nézőszám: 110 Játékvezetők: Ilona Kučerová (CZE), Fabiana Martinescu (ROU), Özlem Yalman (TUR) |
| 2015. június 12. 19:00 | Allen 2                                | Gólpassz  | Namok, Kirillova, Tikhonenko 3 | Savaria Aréna, Szombathely Nézőszám: 110 Játékvezetők: Ilona Kučerová (CZE), Fabiana Martinescu (ROU), Özlem Yalman (TUR) |

| 2015. június 13. 16:30 | Lettország                             | 67–58     | Nagy-Britannia | Savaria Aréna, Szombathely Nézőszám: 150 Játékvezetők: Ilona Kučerová (CZE), Özlem Yalman (TUR), Mila Cavara (BIH) |
| 2015. június 13. 16:30 | (20–20, 6–7, 23–11, 18–20) Jegyzőkönyv |           |                | Savaria Aréna, Szombathely Nézőszám: 150 Játékvezetők: Ilona Kučerová (CZE), Özlem Yalman (TUR), Mila Cavara (BIH) |
| 2015. június 13. 16:30 | Šteinberga 25                          | Pont      | Fagbenle 22    | Savaria Aréna, Szombathely Nézőszám: 150 Játékvezetők: Ilona Kučerová (CZE), Özlem Yalman (TUR), Mila Cavara (BIH) |
| 2015. június 13. 16:30 | Eglīte, Vitola 7                       | Lepattanó | Handy 6        | Savaria Aréna, Szombathely Nézőszám: 150 Játékvezetők: Ilona Kučerová (CZE), Özlem Yalman (TUR), Mila Cavara (BIH) |
| 2015. június 13. 16:30 | Jēkabsone 6                            | Gólpassz  | Vanderwal 3    | Savaria Aréna, Szombathely Nézőszám: 150 Játékvezetők: Ilona Kučerová (CZE), Özlem Yalman (TUR), Mila Cavara (BIH) |

| 2015. június 13. 19:00 | Szerbia                                  | 89–72     | Horvátország        | Savaria Aréna, Szombathely Nézőszám: 400 Játékvezetők: Fabiana Martinescu (ROU), Janusz Calik (POL), Sonia Teixeira (POR) |
| 2015. június 13. 19:00 | (19–20, 25–20, 26–17, 19–15) Jegyzőkönyv |           |                     | Savaria Aréna, Szombathely Nézőszám: 400 Játékvezetők: Fabiana Martinescu (ROU), Janusz Calik (POL), Sonia Teixeira (POR) |
| 2015. június 13. 19:00 | Milovanović 18                           | Pont      | Borović 17          | Savaria Aréna, Szombathely Nézőszám: 400 Játékvezetők: Fabiana Martinescu (ROU), Janusz Calik (POL), Sonia Teixeira (POR) |
| 2015. június 13. 19:00 | Ajduković 8                              | Lepattanó | Mazić 7             | Savaria Aréna, Szombathely Nézőszám: 400 Játékvezetők: Fabiana Martinescu (ROU), Janusz Calik (POL), Sonia Teixeira (POR) |
| 2015. június 13. 19:00 | A. Dabović 5                             | Gólpassz  | Ciglar, Slišković 4 | Savaria Aréna, Szombathely Nézőszám: 400 Játékvezetők: Fabiana Martinescu (ROU), Janusz Calik (POL), Sonia Teixeira (POR) |

| 2015. június 14. 16:30 | Nagy-Britannia                           | 54–76     | Szerbia      | Savaria Aréna, Szombathely Nézőszám: 300 Játékvezetők: Janusz Calik (POL), Ilona Kučerová (CZE), Mila Cavara (BIH) |
| 2015. június 14. 16:30 | (12–21, 14–15, 12–18, 16–21) Jegyzőkönyv |           |              | Savaria Aréna, Szombathely Nézőszám: 300 Játékvezetők: Janusz Calik (POL), Ilona Kučerová (CZE), Mila Cavara (BIH) |
| 2015. június 14. 16:30 | Vanderwal 13                             | Pont      | Petrović 17  | Savaria Aréna, Szombathely Nézőszám: 300 Játékvezetők: Janusz Calik (POL), Ilona Kučerová (CZE), Mila Cavara (BIH) |
| 2015. június 14. 16:30 | Fagbenle 10                              | Lepattanó | Page 12      | Savaria Aréna, Szombathely Nézőszám: 300 Játékvezetők: Janusz Calik (POL), Ilona Kučerová (CZE), Mila Cavara (BIH) |
| 2015. június 14. 16:30 | Collins 3                                | Gólpassz  | M. Dabović 6 | Savaria Aréna, Szombathely Nézőszám: 300 Játékvezetők: Janusz Calik (POL), Ilona Kučerová (CZE), Mila Cavara (BIH) |

| 2015. június 14. 19:00 | Oroszország                              | 62–68     | Lettország   | Savaria Aréna, Szombathely Nézőszám: 300 Játékvezetők: Manuel Mazzoni (ITA), Özlem Yalman (TUR), Sonia Teixeira (POR) |
| 2015. június 14. 19:00 | (15–22, 16–14, 17–11, 14–21) Jegyzőkönyv |           |              | Savaria Aréna, Szombathely Nézőszám: 300 Játékvezetők: Manuel Mazzoni (ITA), Özlem Yalman (TUR), Sonia Teixeira (POR) |
| 2015. június 14. 19:00 | Prince 16                                | Pont      | Jēkabsone 20 | Savaria Aréna, Szombathely Nézőszám: 300 Játékvezetők: Manuel Mazzoni (ITA), Özlem Yalman (TUR), Sonia Teixeira (POR) |
| 2015. június 14. 19:00 | Osipova 11                               | Lepattanó | Šteinberga 8 | Savaria Aréna, Szombathely Nézőszám: 300 Játékvezetők: Manuel Mazzoni (ITA), Özlem Yalman (TUR), Sonia Teixeira (POR) |
| 2015. június 14. 19:00 | Prince 6                                 | Gólpassz  | Šteinberga 3 | Savaria Aréna, Szombathely Nézőszám: 300 Játékvezetők: Manuel Mazzoni (ITA), Özlem Yalman (TUR), Sonia Teixeira (POR) |

| 2015. június 15. 16:30 | Horvátország                             | 76–70     | Nagy-Britannia | Savaria Aréna, Szombathely Nézőszám: 250 Játékvezetők: Manuel Mazzoni (ITA), Janusz Calik (POL), Sonia Teixeira (POR) |
| 2015. június 15. 16:30 | (25–12, 20–24, 17–22, 14–12) Jegyzőkönyv |           |                | Savaria Aréna, Szombathely Nézőszám: 250 Játékvezetők: Manuel Mazzoni (ITA), Janusz Calik (POL), Sonia Teixeira (POR) |
| 2015. június 15. 16:30 | Borović 23                               | Pont      | Vanderwal 20   | Savaria Aréna, Szombathely Nézőszám: 250 Játékvezetők: Manuel Mazzoni (ITA), Janusz Calik (POL), Sonia Teixeira (POR) |
| 2015. június 15. 16:30 | Slišković 7                              | Lepattanó | Fagbenle 10    | Savaria Aréna, Szombathely Nézőszám: 250 Játékvezetők: Manuel Mazzoni (ITA), Janusz Calik (POL), Sonia Teixeira (POR) |
| 2015. június 15. 16:30 | Ciglar 7                                 | Gólpassz  | Vanderwal 4    | Savaria Aréna, Szombathely Nézőszám: 250 Játékvezetők: Manuel Mazzoni (ITA), Janusz Calik (POL), Sonia Teixeira (POR) |

| 2015. június 15. 19:00 | Szerbia                                 | 53–77     | Oroszország  | Savaria Aréna, Szombathely Nézőszám: 300 Játékvezetők: Fabiana Martinescu (ROU), Ilona Kučerová (CZE), Mila Cavara (BIH) |
| 2015. június 15. 19:00 | (17–18, 7–23, 16–19, 13–17) Jegyzőkönyv |           |              | Savaria Aréna, Szombathely Nézőszám: 300 Játékvezetők: Fabiana Martinescu (ROU), Ilona Kučerová (CZE), Mila Cavara (BIH) |
| 2015. június 15. 19:00 | A. Dabović 15                           | Pont      | Belyakova 19 | Savaria Aréna, Szombathely Nézőszám: 300 Játékvezetők: Fabiana Martinescu (ROU), Ilona Kučerová (CZE), Mila Cavara (BIH) |
| 2015. június 15. 19:00 | Page 9                                  | Lepattanó | Vieru 16     | Savaria Aréna, Szombathely Nézőszám: 300 Játékvezetők: Fabiana Martinescu (ROU), Ilona Kučerová (CZE), Mila Cavara (BIH) |
| 2015. június 15. 19:00 | A. Dabović 3                            | Gólpassz  | Osipova 13   | Savaria Aréna, Szombathely Nézőszám: 300 Játékvezetők: Fabiana Martinescu (ROU), Ilona Kučerová (CZE), Mila Cavara (BIH) |

### D csoport
| Csapat        | M | Gy | V | P+  | P–  | Gk  | P |
| ------------- | - | -- | - | --- | --- | --- | - |
| Spanyolország | 4 | 4  | 0 | 287 | 245 | +42 | 8 |
| Szlovákia     | 4 | 2  | 2 | 312 | 316 | −4  | 6 |
| Litvánia      | 4 | 2  | 2 | 279 | 291 | −12 | 6 |
| Svédország    | 4 | 1  | 3 | 269 | 269 | +0  | 5 |
| Magyarország  | 4 | 1  | 3 | 261 | 287 | −26 | 5 |

Jegyzet
Azonos pontszám esetén az egymás elleni eredmények döntöttek:
- Szlovákia–Litvánia 85–79
- Svédország–Magyarország 73–62

| 2015. június 11. 16:30 | Svédország                               | 69–72     | Szlovákia  | MKB Aréna Sopron, Sopron Nézőszám: 800 Játékvezetők: Karen Lasuik (CAN), Ognjen Jokić (MNE), Sergii Tyslenko (UKR) |
| 2015. június 11. 16:30 | (22–16, 18–14, 13–23, 16–19) Jegyzőkönyv |           |            | MKB Aréna Sopron, Sopron Nézőszám: 800 Játékvezetők: Karen Lasuik (CAN), Ognjen Jokić (MNE), Sergii Tyslenko (UKR) |
| 2015. június 11. 16:30 | Halvarsson 19                            | Pont      | Žirková 26 | MKB Aréna Sopron, Sopron Nézőszám: 800 Játékvezetők: Karen Lasuik (CAN), Ognjen Jokić (MNE), Sergii Tyslenko (UKR) |
| 2015. június 11. 16:30 | F. Eldebrink, Halvarsson 7               | Lepattanó | Žirková 6  | MKB Aréna Sopron, Sopron Nézőszám: 800 Játékvezetők: Karen Lasuik (CAN), Ognjen Jokić (MNE), Sergii Tyslenko (UKR) |
| 2015. június 11. 16:30 | F. Eldebrink, E. Eldebrink 3             | Gólpassz  | Toliver 6  | MKB Aréna Sopron, Sopron Nézőszám: 800 Játékvezetők: Karen Lasuik (CAN), Ognjen Jokić (MNE), Sergii Tyslenko (UKR) |

| 2015. június 11. 19:00 | Litvánia                                | 58–72     | Spanyolország | MKB Aréna Sopron, Sopron Nézőszám: 750 Játékvezetők: Joseph Bissang (FRA), Maka Kupatadze (GEO), Andrei Sharapa (BLR) |
| 2015. június 11. 19:00 | (5–13, 10–15, 20–21, 23–23) Jegyzőkönyv |           |               | MKB Aréna Sopron, Sopron Nézőszám: 750 Játékvezetők: Joseph Bissang (FRA), Maka Kupatadze (GEO), Andrei Sharapa (BLR) |
| 2015. június 11. 19:00 | Petronytė 9                             | Pont      | Ndour 22      | MKB Aréna Sopron, Sopron Nézőszám: 750 Játékvezetők: Joseph Bissang (FRA), Maka Kupatadze (GEO), Andrei Sharapa (BLR) |
| 2015. június 11. 19:00 | Nacickaitė, Petronytė 7                 | Lepattanó | Ndour 12      | MKB Aréna Sopron, Sopron Nézőszám: 750 Játékvezetők: Joseph Bissang (FRA), Maka Kupatadze (GEO), Andrei Sharapa (BLR) |
| 2015. június 11. 19:00 | három játékos 2                         | Gólpassz  | Torrens 6     | MKB Aréna Sopron, Sopron Nézőszám: 750 Játékvezetők: Joseph Bissang (FRA), Maka Kupatadze (GEO), Andrei Sharapa (BLR) |

| 2015. június 12. 16:30 | Szlovákia                                | 85–79     | Litvánia        | MKB Aréna Sopron, Sopron Nézőszám: 850 Játékvezetők: Ognjen Jokić (MNE), Maka Kupatadze (GEO), Anastasios Manos (GRE) |
| 2015. június 12. 16:30 | (24–23, 21–12, 17–30, 23–14) Jegyzőkönyv |           |                 | MKB Aréna Sopron, Sopron Nézőszám: 850 Játékvezetők: Ognjen Jokić (MNE), Maka Kupatadze (GEO), Anastasios Manos (GRE) |
| 2015. június 12. 16:30 | Toliver 23                               | Pont      | Nacickaitė 22   | MKB Aréna Sopron, Sopron Nézőszám: 850 Játékvezetők: Ognjen Jokić (MNE), Maka Kupatadze (GEO), Anastasios Manos (GRE) |
| 2015. június 12. 16:30 | Hruscáková 8                             | Lepattanó | Linkevičienė 11 | MKB Aréna Sopron, Sopron Nézőszám: 850 Játékvezetők: Ognjen Jokić (MNE), Maka Kupatadze (GEO), Anastasios Manos (GRE) |
| 2015. június 12. 16:30 | Toliver 6                                | Gólpassz  | három játékos 4 | MKB Aréna Sopron, Sopron Nézőszám: 850 Játékvezetők: Ognjen Jokić (MNE), Maka Kupatadze (GEO), Anastasios Manos (GRE) |

| 2015. június 12. 19:00 | Magyarország                             | 63–72     | Svédország      | MKB Aréna Sopron, Sopron Nézőszám: 2200 Játékvezetők: Joseph Bissang (FRA), Karen Lasuik (CAN), Andrei Sharapa (BLR) |
| 2015. június 12. 19:00 | (20–12, 19–15, 12–19, 12–26) Jegyzőkönyv |           |                 | MKB Aréna Sopron, Sopron Nézőszám: 2200 Játékvezetők: Joseph Bissang (FRA), Karen Lasuik (CAN), Andrei Sharapa (BLR) |
| 2015. június 12. 19:00 | D. Horti, Quigley 14                     | Pont      | F. Eldebrink 28 | MKB Aréna Sopron, Sopron Nézőszám: 2200 Játékvezetők: Joseph Bissang (FRA), Karen Lasuik (CAN), Andrei Sharapa (BLR) |
| 2015. június 12. 19:00 | Vajda 7                                  | Lepattanó | Key 7           | MKB Aréna Sopron, Sopron Nézőszám: 2200 Játékvezetők: Joseph Bissang (FRA), Karen Lasuik (CAN), Andrei Sharapa (BLR) |
| 2015. június 12. 19:00 | Honti 5                                  | Gólpassz  | E. Eldebrink 4  | MKB Aréna Sopron, Sopron Nézőszám: 2200 Játékvezetők: Joseph Bissang (FRA), Karen Lasuik (CAN), Andrei Sharapa (BLR) |

| 2015. június 13. 16:30 | Spanyolország                            | 82–81     | Szlovákia    | MKB Aréna Sopron, Sopron Nézőszám: 1100 Játékvezetők: Joseph Bissang (FRA), Andrei Sharapa (BLR), Anastasios Manos (GRE) |
| 2015. június 13. 16:30 | (14–20, 20–19, 24–18, 24–24) Jegyzőkönyv |           |              | MKB Aréna Sopron, Sopron Nézőszám: 1100 Játékvezetők: Joseph Bissang (FRA), Andrei Sharapa (BLR), Anastasios Manos (GRE) |
| 2015. június 13. 16:30 | Torrens 20                               | Pont      | Toliver 22   | MKB Aréna Sopron, Sopron Nézőszám: 1100 Játékvezetők: Joseph Bissang (FRA), Andrei Sharapa (BLR), Anastasios Manos (GRE) |
| 2015. június 13. 16:30 | Gil, Torrens 5                           | Lepattanó | Hruscáková 8 | MKB Aréna Sopron, Sopron Nézőszám: 1100 Játékvezetők: Joseph Bissang (FRA), Andrei Sharapa (BLR), Anastasios Manos (GRE) |
| 2015. június 13. 16:30 | Palau 7                                  | Gólpassz  | Jurčenková 4 | MKB Aréna Sopron, Sopron Nézőszám: 1100 Játékvezetők: Joseph Bissang (FRA), Andrei Sharapa (BLR), Anastasios Manos (GRE) |

| 2015. június 13. 19:00 | Litvánia                                | 72–66     | Magyarország  | MKB Aréna Sopron, Sopron Nézőszám: 2100 Játékvezetők: Ognjen Jokić (MNE), Karen Lasuik (CAN), Sergii Tyslenko (UKR) |
| 2015. június 13. 19:00 | (15–15, 24–8, 13–24, 20–19) Jegyzőkönyv |           |               | MKB Aréna Sopron, Sopron Nézőszám: 2100 Játékvezetők: Ognjen Jokić (MNE), Karen Lasuik (CAN), Sergii Tyslenko (UKR) |
| 2015. június 13. 19:00 | Petronytė 28                            | Pont      | Quigley 20    | MKB Aréna Sopron, Sopron Nézőszám: 2100 Játékvezetők: Ognjen Jokić (MNE), Karen Lasuik (CAN), Sergii Tyslenko (UKR) |
| 2015. június 13. 19:00 | Petronytė 12                            | Lepattanó | Honti 6       | MKB Aréna Sopron, Sopron Nézőszám: 2100 Játékvezetők: Ognjen Jokić (MNE), Karen Lasuik (CAN), Sergii Tyslenko (UKR) |
| 2015. június 13. 19:00 | Solopova 5                              | Gólpassz  | Fegyverneky 4 | MKB Aréna Sopron, Sopron Nézőszám: 2100 Játékvezetők: Ognjen Jokić (MNE), Karen Lasuik (CAN), Sergii Tyslenko (UKR) |

| 2015. június 14. 16:30 | Svédország                              | 68–70     | Litvánia                  | MKB Aréna Sopron, Sopron Nézőszám: 900 Játékvezetők: Joseph Bissang (FRA), Karen Lasuik (CAN), Sergii Tyslenko (UKR) |
| 2015. június 14. 16:30 | (17–15, 12–18, 22–28, 17–9) Jegyzőkönyv |           |                           | MKB Aréna Sopron, Sopron Nézőszám: 900 Játékvezetők: Joseph Bissang (FRA), Karen Lasuik (CAN), Sergii Tyslenko (UKR) |
| 2015. június 14. 16:30 | Halvarsson 18                           | Pont      | Okockytė 19               | MKB Aréna Sopron, Sopron Nézőszám: 900 Játékvezetők: Joseph Bissang (FRA), Karen Lasuik (CAN), Sergii Tyslenko (UKR) |
| 2015. június 14. 16:30 | Halvarsson 11                           | Lepattanó | Linkevičienė 9            | MKB Aréna Sopron, Sopron Nézőszám: 900 Játékvezetők: Joseph Bissang (FRA), Karen Lasuik (CAN), Sergii Tyslenko (UKR) |
| 2015. június 14. 16:30 | F. Eldebrink 7                          | Gólpassz  | Linkevičienė, Petronytė 4 | MKB Aréna Sopron, Sopron Nézőszám: 900 Játékvezetők: Joseph Bissang (FRA), Karen Lasuik (CAN), Sergii Tyslenko (UKR) |

| 2015. június 14. 19:00 | Magyarország                            | 46–69     | Spanyolország | MKB Aréna Sopron, Sopron Nézőszám: 1300 Játékvezetők: Ognjen Jokić (MNE), Maka Kupatadze (GEO), Anastasios Manos (GRE) |
| 2015. június 14. 19:00 | (13–21, 13–13, 15–10, 5–25) Jegyzőkönyv |           |               | MKB Aréna Sopron, Sopron Nézőszám: 1300 Játékvezetők: Ognjen Jokić (MNE), Maka Kupatadze (GEO), Anastasios Manos (GRE) |
| 2015. június 14. 19:00 | Honti 10                                | Pont      | Torrens 18    | MKB Aréna Sopron, Sopron Nézőszám: 1300 Játékvezetők: Ognjen Jokić (MNE), Maka Kupatadze (GEO), Anastasios Manos (GRE) |
| 2015. június 14. 19:00 | Vajda 6                                 | Lepattanó | Torrens 14    | MKB Aréna Sopron, Sopron Nézőszám: 1300 Játékvezetők: Ognjen Jokić (MNE), Maka Kupatadze (GEO), Anastasios Manos (GRE) |
| 2015. június 14. 19:00 | Quigley, Vajda 4                        | Gólpassz  | Xargay 6      | MKB Aréna Sopron, Sopron Nézőszám: 1300 Játékvezetők: Ognjen Jokić (MNE), Maka Kupatadze (GEO), Anastasios Manos (GRE) |

| 2015. június 15. 16:30 | Spanyolország                           | 64–60     | Svédország      | MKB Aréna Sopron, Sopron Nézőszám: 600 Játékvezetők: Andrei Sharapa (BLR), Ognjen Jokić (MNE), Maka Kupatadze (GEO) |
| 2015. június 15. 16:30 | (25–16, 14–13, 11–9, 14–22) Jegyzőkönyv |           |                 | MKB Aréna Sopron, Sopron Nézőszám: 600 Játékvezetők: Andrei Sharapa (BLR), Ognjen Jokić (MNE), Maka Kupatadze (GEO) |
| 2015. június 15. 16:30 | Cruz 13                                 | Pont      | F. Eldebrink 12 | MKB Aréna Sopron, Sopron Nézőszám: 600 Játékvezetők: Andrei Sharapa (BLR), Ognjen Jokić (MNE), Maka Kupatadze (GEO) |
| 2015. június 15. 16:30 | Ndour 10                                | Lepattanó | Hamilton 12     | MKB Aréna Sopron, Sopron Nézőszám: 600 Játékvezetők: Andrei Sharapa (BLR), Ognjen Jokić (MNE), Maka Kupatadze (GEO) |
| 2015. június 15. 16:30 | Domínguez 2                             | Gólpassz  | E. Eldebrink 5  | MKB Aréna Sopron, Sopron Nézőszám: 600 Játékvezetők: Andrei Sharapa (BLR), Ognjen Jokić (MNE), Maka Kupatadze (GEO) |

| 2015. június 15. 19:00 | Szlovákia                                | 74–86     | Magyarország | MKB Aréna Sopron, Sopron Nézőszám: 1300 Játékvezetők: Joseph Bissang (FRA), Anastasios Manos (GRE), Sergii Tyslenko (UKR) |
| 2015. június 15. 19:00 | (13–24, 14–23, 22–23, 25–16) Jegyzőkönyv |           |              | MKB Aréna Sopron, Sopron Nézőszám: 1300 Játékvezetők: Joseph Bissang (FRA), Anastasios Manos (GRE), Sergii Tyslenko (UKR) |
| 2015. június 15. 19:00 | Toliver 22                               | Pont      | Quigley 26   | MKB Aréna Sopron, Sopron Nézőszám: 1300 Játékvezetők: Joseph Bissang (FRA), Anastasios Manos (GRE), Sergii Tyslenko (UKR) |
| 2015. június 15. 19:00 | Kissová 6                                | Lepattanó | Krivačević 9 | MKB Aréna Sopron, Sopron Nézőszám: 1300 Játékvezetők: Joseph Bissang (FRA), Anastasios Manos (GRE), Sergii Tyslenko (UKR) |
| 2015. június 15. 19:00 | Žirková 3                                | Gólpassz  | Honti 11     | MKB Aréna Sopron, Sopron Nézőszám: 1300 Játékvezetők: Joseph Bissang (FRA), Anastasios Manos (GRE), Sergii Tyslenko (UKR) |

## Középdöntő

### E csoport
| Csapat           | M | Gy | V | P+  | P–  | Gk  | P |
| ---------------- | - | -- | - | --- | --- | --- | - |
| Törökország      | 5 | 4  | 1 | 299 | 262 | +37 | 9 |
| Franciaország    | 5 | 4  | 1 | 335 | 308 | +27 | 9 |
| Fehéroroszország | 5 | 2  | 3 | 349 | 323 | +26 | 7 |
| Montenegró       | 5 | 2  | 3 | 319 | 340 | −21 | 7 |
| Görögország      | 5 | 2  | 3 | 299 | 328 | −29 | 7 |
| Csehország       | 5 | 1  | 4 | 319 | 359 | −40 | 6 |

Jegyzetek
Azonos pontszám esetén az egymás elleni eredmények döntöttek:
- Franciaország–Törökország 56–66
- Fehéroroszország: 3 pont/154–134 (+20)
- Montenegró 3 pont/140–148 (–8)
- Görögország 3 pont/133–145 (–12)

| 2015. június 17. 15:30 | Törökország                           | 61–41     | Montenegró    | Főnix Csarnok, Debrecen Nézőszám: 100 Játékvezetők: Anne Panther (GER), Erez Gurion (ISR), Semen Ovinov (RUS) |
| 2015. június 17. 15:30 | (20–8, 8–13, 22–7, 11–13) Jegyzőkönyv |           |               | Főnix Csarnok, Debrecen Nézőszám: 100 Játékvezetők: Anne Panther (GER), Erez Gurion (ISR), Semen Ovinov (RUS) |
| 2015. június 17. 15:30 | Yılmaz 18                             | Pont      | Aleksić 7     | Főnix Csarnok, Debrecen Nézőszám: 100 Játékvezetők: Anne Panther (GER), Erez Gurion (ISR), Semen Ovinov (RUS) |
| 2015. június 17. 15:30 | Alben 7                               | Lepattanó | Perovanović 6 | Főnix Csarnok, Debrecen Nézőszám: 100 Játékvezetők: Anne Panther (GER), Erez Gurion (ISR), Semen Ovinov (RUS) |
| 2015. június 17. 15:30 | Alben 7                               | Gólpassz  | Škerović 4    | Főnix Csarnok, Debrecen Nézőszám: 100 Játékvezetők: Anne Panther (GER), Erez Gurion (ISR), Semen Ovinov (RUS) |

| 2015. június 17. 18:00 | Csehország                               | 73–70     | Fehéroroszország | Főnix Csarnok, Debrecen Nézőszám: 100 Játékvezetők: Jasmina Juras (SRB), Maj Forsberg (DEN), Kapitány Gellért (HUN) |
| 2015. június 17. 18:00 | (18–17, 13–16, 17–19, 25–18) Jegyzőkönyv |           |                  | Főnix Csarnok, Debrecen Nézőszám: 100 Játékvezetők: Jasmina Juras (SRB), Maj Forsberg (DEN), Kapitány Gellért (HUN) |
| 2015. június 17. 18:00 | Elhotová 25                              | Pont      | Harding 25       | Főnix Csarnok, Debrecen Nézőszám: 100 Játékvezetők: Jasmina Juras (SRB), Maj Forsberg (DEN), Kapitány Gellért (HUN) |
| 2015. június 17. 18:00 | Veselá 8                                 | Lepattanó | Leuchanka 12     | Főnix Csarnok, Debrecen Nézőszám: 100 Játékvezetők: Jasmina Juras (SRB), Maj Forsberg (DEN), Kapitány Gellért (HUN) |
| 2015. június 17. 18:00 | Bortelová 5                              | Gólpassz  | három játékos 2  | Főnix Csarnok, Debrecen Nézőszám: 100 Játékvezetők: Jasmina Juras (SRB), Maj Forsberg (DEN), Kapitány Gellért (HUN) |

| 2015. június 17. 20:30 | Görögország                             | 42–51     | Franciaország      | Főnix Csarnok, Debrecen Nézőszám: 100 Játékvezetők: Andris Aunkrogers (LAT), Artūras Šukys (LTU), Jelena Tomić (CRO) |
| 2015. június 17. 20:30 | (6–15, 10–10, 16–11, 10–15) Jegyzőkönyv |           |                    | Főnix Csarnok, Debrecen Nézőszám: 100 Játékvezetők: Andris Aunkrogers (LAT), Artūras Šukys (LTU), Jelena Tomić (CRO) |
| 2015. június 17. 20:30 | Dimitrakou 16                           | Pont      | Gruda, Salagnac 12 | Főnix Csarnok, Debrecen Nézőszám: 100 Játékvezetők: Andris Aunkrogers (LAT), Artūras Šukys (LTU), Jelena Tomić (CRO) |
| 2015. június 17. 20:30 | Spanou 8                                | Lepattanó | Gruda, Skrela 6    | Főnix Csarnok, Debrecen Nézőszám: 100 Játékvezetők: Andris Aunkrogers (LAT), Artūras Šukys (LTU), Jelena Tomić (CRO) |
| 2015. június 17. 20:30 | három játékos 2                         | Gólpassz  | Dumerc 5           | Főnix Csarnok, Debrecen Nézőszám: 100 Játékvezetők: Andris Aunkrogers (LAT), Artūras Šukys (LTU), Jelena Tomić (CRO) |

| 2015. június 19. 15:30 | Montenegró                               | 77–72     | Fehéroroszország | Főnix Csarnok, Debrecen Nézőszám: 200 Játékvezetők: Andris Aunkrogers (LAT), Carlos Peruga (ESP), Artūras Šukys (LTU) |
| 2015. június 19. 15:30 | (21–14, 12–17, 23–18, 21–23) Jegyzőkönyv |           |                  | Főnix Csarnok, Debrecen Nézőszám: 200 Játékvezetők: Andris Aunkrogers (LAT), Carlos Peruga (ESP), Artūras Šukys (LTU) |
| 2015. június 19. 15:30 | Jovanović 20                             | Pont      | Snytsina 21      | Főnix Csarnok, Debrecen Nézőszám: 200 Játékvezetők: Andris Aunkrogers (LAT), Carlos Peruga (ESP), Artūras Šukys (LTU) |
| 2015. június 19. 15:30 | Robinson 17                              | Lepattanó | Leuchanka 13     | Főnix Csarnok, Debrecen Nézőszám: 200 Játékvezetők: Andris Aunkrogers (LAT), Carlos Peruga (ESP), Artūras Šukys (LTU) |
| 2015. június 19. 15:30 | Škerović 7                               | Gólpassz  | Harding 9        | Főnix Csarnok, Debrecen Nézőszám: 200 Játékvezetők: Andris Aunkrogers (LAT), Carlos Peruga (ESP), Artūras Šukys (LTU) |

| 2015. június 19. 18:00 | Görögország                              | 74–71     | Csehország  | Főnix Csarnok, Debrecen Nézőszám: 150 Játékvezetők: Jasmina Juras (SRB), Erez Gurion (ISR), Semen Ovinov (RUS) |
| 2015. június 19. 18:00 | (24–22, 19–26, 13–10, 18–13) Jegyzőkönyv |           |             | Főnix Csarnok, Debrecen Nézőszám: 150 Játékvezetők: Jasmina Juras (SRB), Erez Gurion (ISR), Semen Ovinov (RUS) |
| 2015. június 19. 18:00 | Kaltsidou 20                             | Pont      | Hanušová 16 | Főnix Csarnok, Debrecen Nézőszám: 150 Játékvezetők: Jasmina Juras (SRB), Erez Gurion (ISR), Semen Ovinov (RUS) |
| 2015. június 19. 18:00 | Spanou 9                                 | Lepattanó | Burgrová 9  | Főnix Csarnok, Debrecen Nézőszám: 150 Játékvezetők: Jasmina Juras (SRB), Erez Gurion (ISR), Semen Ovinov (RUS) |
| 2015. június 19. 18:00 | Lymoura 3                                | Gólpassz  | Bortelová 6 | Főnix Csarnok, Debrecen Nézőszám: 150 Játékvezetők: Jasmina Juras (SRB), Erez Gurion (ISR), Semen Ovinov (RUS) |

| 2015. június 19. 20:30 | Franciaország                            | 56–66     | Törökország       | Főnix Csarnok, Debrecen Nézőszám: 400 Játékvezetők: Anne Panther (GER), Maj Forsberg (DEN), Gellért Kapitány (HUN) |
| 2015. június 19. 20:30 | (16–15, 17–15, 11–14, 12–22) Jegyzőkönyv |           |                   | Főnix Csarnok, Debrecen Nézőszám: 400 Játékvezetők: Anne Panther (GER), Maj Forsberg (DEN), Gellért Kapitány (HUN) |
| 2015. június 19. 20:30 | Gruda 16                                 | Pont      | Sanders 23        | Főnix Csarnok, Debrecen Nézőszám: 400 Játékvezetők: Anne Panther (GER), Maj Forsberg (DEN), Gellért Kapitány (HUN) |
| 2015. június 19. 20:30 | Gruda 13                                 | Lepattanó | Yılmaz 7          | Főnix Csarnok, Debrecen Nézőszám: 400 Játékvezetők: Anne Panther (GER), Maj Forsberg (DEN), Gellért Kapitány (HUN) |
| 2015. június 19. 20:30 | Dumerc 4                                 | Gólpassz  | Alben, Vardarlı 4 | Főnix Csarnok, Debrecen Nézőszám: 400 Játékvezetők: Anne Panther (GER), Maj Forsberg (DEN), Gellért Kapitány (HUN) |

| 2015. június 21. 15:30 | Törökország                             | 59–48     | Csehország     | Főnix Csarnok, Debrecen Nézőszám: 450 Játékvezetők: Andris Aunkrogers (LAT), Semen Ovinov (RUS), Artūras Šukys (LTU) |
| 2015. június 21. 15:30 | (11–10, 15–15, 18–5, 15–18) Jegyzőkönyv |           |                | Főnix Csarnok, Debrecen Nézőszám: 450 Játékvezetők: Andris Aunkrogers (LAT), Semen Ovinov (RUS), Artūras Šukys (LTU) |
| 2015. június 21. 15:30 | Yılmaz 23                               | Pont      | Stejskalová 12 | Főnix Csarnok, Debrecen Nézőszám: 450 Játékvezetők: Andris Aunkrogers (LAT), Semen Ovinov (RUS), Artūras Šukys (LTU) |
| 2015. június 21. 15:30 | Yılmaz 8                                | Lepattanó | Burgrová 10    | Főnix Csarnok, Debrecen Nézőszám: 450 Játékvezetők: Andris Aunkrogers (LAT), Semen Ovinov (RUS), Artūras Šukys (LTU) |
| 2015. június 21. 15:30 | Alben 11                                | Gólpassz  | Elhotová 3     | Főnix Csarnok, Debrecen Nézőszám: 450 Játékvezetők: Andris Aunkrogers (LAT), Semen Ovinov (RUS), Artūras Šukys (LTU) |

| 2015. június 21. 18:00 | Montenegró                               | 63–76     | Görögország      | Főnix Csarnok, Debrecen Nézőszám: 320 Játékvezetők: Maj Forsberg (DEN), Carlos Peruga (ESP), Jelena Tomić (CRO) |
| 2015. június 21. 18:00 | (11–22, 16–22, 24–14, 12–18) Jegyzőkönyv |           |                  | Főnix Csarnok, Debrecen Nézőszám: 320 Játékvezetők: Maj Forsberg (DEN), Carlos Peruga (ESP), Jelena Tomić (CRO) |
| 2015. június 21. 18:00 | Perovanović 15                           | Pont      | Dimitrákou 29    | Főnix Csarnok, Debrecen Nézőszám: 320 Játékvezetők: Maj Forsberg (DEN), Carlos Peruga (ESP), Jelena Tomić (CRO) |
| 2015. június 21. 18:00 | Perovanović, Robinson 10                 | Lepattanó | Spanou 8         | Főnix Csarnok, Debrecen Nézőszám: 320 Játékvezetők: Maj Forsberg (DEN), Carlos Peruga (ESP), Jelena Tomić (CRO) |
| 2015. június 21. 18:00 | Škerović 9                               | Gólpassz  | Chatzinikolaou 5 | Főnix Csarnok, Debrecen Nézőszám: 320 Játékvezetők: Maj Forsberg (DEN), Carlos Peruga (ESP), Jelena Tomić (CRO) |

| 2015. június 21. 20:30 | Fehéroroszország                         | 58–64     | Franciaország | Főnix Csarnok, Debrecen Nézőszám: 300 Játékvezetők: Anne Panther (GER), Jasmina Juras (SRB), Erez Gurion (ISR) |
| 2015. június 21. 20:30 | (10–20, 19–20, 14–12, 15–12) Jegyzőkönyv |           |               | Főnix Csarnok, Debrecen Nézőszám: 300 Játékvezetők: Anne Panther (GER), Jasmina Juras (SRB), Erez Gurion (ISR) |
| 2015. június 21. 20:30 | Leuchanka 16                             | Pont      | Yacoubou 14   | Főnix Csarnok, Debrecen Nézőszám: 300 Játékvezetők: Anne Panther (GER), Jasmina Juras (SRB), Erez Gurion (ISR) |
| 2015. június 21. 20:30 | Leuchanka 9                              | Lepattanó | Yacoubou 12   | Főnix Csarnok, Debrecen Nézőszám: 300 Játékvezetők: Anne Panther (GER), Jasmina Juras (SRB), Erez Gurion (ISR) |
| 2015. június 21. 20:30 | Harding 8                                | Gólpassz  | Dumerc 4      | Főnix Csarnok, Debrecen Nézőszám: 300 Játékvezetők: Anne Panther (GER), Jasmina Juras (SRB), Erez Gurion (ISR) |

### F csoport
| Csapat        | M | Gy | V | P+  | P–  | Gk   | P  |
| ------------- | - | -- | - | --- | --- | ---- | -- |
| Spanyolország | 5 | 5  | 0 | 406 | 328 | +78  | 10 |
| Litvánia      | 5 | 3  | 2 | 371 | 367 | +4   | 8  |
| Oroszország   | 5 | 3  | 2 | 366 | 320 | +46  | 8  |
| Szerbia       | 5 | 2  | 3 | 370 | 387 | −17  | 7  |
| Szlovákia     | 5 | 2  | 3 | 385 | 374 | +11  | 7  |
| Horvátország  | 5 | 0  | 5 | 312 | 434 | −122 | 5  |

Jegyzetek
Azonos pontszám esetén az egymás elleni eredmények döntöttek:
- Litvánia–Oroszország 78–74
- Szlovákia–Szerbia 74–76

| 2015. június 18. 15:30 | Szlovákia                                | 74–76     | Szerbia      | Audi Aréna, Győr Nézőszám: 200 Játékvezetők: Joseph Bissang (FRA), Manuel Mazzoni (ITA), Andrei Sharapa (BLR) |
| 2015. június 18. 15:30 | (23–21, 19–19, 13–14, 19–22) Jegyzőkönyv |           |              | Audi Aréna, Győr Nézőszám: 200 Játékvezetők: Joseph Bissang (FRA), Manuel Mazzoni (ITA), Andrei Sharapa (BLR) |
| 2015. június 18. 15:30 | Toliver 23                               | Pont      | Petrović 15  | Audi Aréna, Győr Nézőszám: 200 Játékvezetők: Joseph Bissang (FRA), Manuel Mazzoni (ITA), Andrei Sharapa (BLR) |
| 2015. június 18. 15:30 | Jurčenková 9                             | Lepattanó | Page 8       | Audi Aréna, Győr Nézőszám: 200 Játékvezetők: Joseph Bissang (FRA), Manuel Mazzoni (ITA), Andrei Sharapa (BLR) |
| 2015. június 18. 15:30 | Bálintová 5                              | Gólpassz  | A. Dabović 5 | Audi Aréna, Győr Nézőszám: 200 Játékvezetők: Joseph Bissang (FRA), Manuel Mazzoni (ITA), Andrei Sharapa (BLR) |

| 2015. június 18. 18:00 | Litvánia                                 | 78–74     | Oroszország      | Audi Aréna, Győr Nézőszám: 150 Játékvezetők: Fabiana Martinescu (ROU), Ognjen Jokić (MNE), Mila Cavara (BIH) |
| 2015. június 18. 18:00 | (13–22, 10–17, 24–22, 31–13) Jegyzőkönyv |           |                  | Audi Aréna, Győr Nézőszám: 150 Játékvezetők: Fabiana Martinescu (ROU), Ognjen Jokić (MNE), Mila Cavara (BIH) |
| 2015. június 18. 18:00 | Petronytė 20                             | Pont      | three players 12 | Audi Aréna, Győr Nézőszám: 150 Játékvezetők: Fabiana Martinescu (ROU), Ognjen Jokić (MNE), Mila Cavara (BIH) |
| 2015. június 18. 18:00 | Petronytė 8                              | Lepattanó | Vieru 8          | Audi Aréna, Győr Nézőszám: 150 Játékvezetők: Fabiana Martinescu (ROU), Ognjen Jokić (MNE), Mila Cavara (BIH) |
| 2015. június 18. 18:00 | Okockytė 5                               | Gólpassz  | Osipova 6        | Audi Aréna, Győr Nézőszám: 150 Játékvezetők: Fabiana Martinescu (ROU), Ognjen Jokić (MNE), Mila Cavara (BIH) |

| 2015. június 18. 20:30 | Horvátország                             | 52–95     | Spanyolország      | Audi Aréna, Győr Nézőszám: 200 Játékvezetők: Karen Lasuik (CAN), Janusz Calik (POL), Sergii Tyslenko (UKR) |
| 2015. június 18. 20:30 | (13–24, 11–20, 10–18, 18–33) Jegyzőkönyv |           |                    | Audi Aréna, Győr Nézőszám: 200 Játékvezetők: Karen Lasuik (CAN), Janusz Calik (POL), Sergii Tyslenko (UKR) |
| 2015. június 18. 20:30 | Slišković 11                             | Pont      | Torrens, Xargay 16 | Audi Aréna, Győr Nézőszám: 200 Játékvezetők: Karen Lasuik (CAN), Janusz Calik (POL), Sergii Tyslenko (UKR) |
| 2015. június 18. 20:30 | Begić 7                                  | Lepattanó | Ndour 11           | Audi Aréna, Győr Nézőszám: 200 Játékvezetők: Karen Lasuik (CAN), Janusz Calik (POL), Sergii Tyslenko (UKR) |
| 2015. június 18. 20:30 | Ciglar 6                                 | Gólpassz  | Palau 8            | Audi Aréna, Győr Nézőszám: 200 Játékvezetők: Karen Lasuik (CAN), Janusz Calik (POL), Sergii Tyslenko (UKR) |

| 2015. június 20. 15:30 | Litvánia                                 | 83–64     | Horvátország | Audi Aréna, Győr Nézőszám: 200 Játékvezetők: Fabiana Martinescu (ROU), Ilona Kučerová (CZE), Sergii Tyslenko (UKR) |
| 2015. június 20. 15:30 | (30–12, 18–16, 17–19, 18–17) Jegyzőkönyv |           |              | Audi Aréna, Győr Nézőszám: 200 Játékvezetők: Fabiana Martinescu (ROU), Ilona Kučerová (CZE), Sergii Tyslenko (UKR) |
| 2015. június 20. 15:30 | Petronytė 18                             | Pont      | Slišković 17 | Audi Aréna, Győr Nézőszám: 200 Játékvezetők: Fabiana Martinescu (ROU), Ilona Kučerová (CZE), Sergii Tyslenko (UKR) |
| 2015. június 20. 15:30 | Linkevičienė 10                          | Lepattanó | Džankić 8    | Audi Aréna, Győr Nézőszám: 200 Játékvezetők: Fabiana Martinescu (ROU), Ilona Kučerová (CZE), Sergii Tyslenko (UKR) |
| 2015. június 20. 15:30 | Nacickaitė 6                             | Gólpassz  | Ciglar 6     | Audi Aréna, Győr Nézőszám: 200 Játékvezetők: Fabiana Martinescu (ROU), Ilona Kučerová (CZE), Sergii Tyslenko (UKR) |

| 2015. június 20. 18:00 | Oroszország                              | 75–61     | Szlovákia                | Audi Aréna, Győr Nézőszám: 500 Játékvezetők: Joseph Bissang (FRA), Janusz Calik (POL), Ognjen Jokić (MNE) |
| 2015. június 20. 18:00 | (23–23, 18–13, 23–12, 11–13) Jegyzőkönyv |           |                          | Audi Aréna, Győr Nézőszám: 500 Játékvezetők: Joseph Bissang (FRA), Janusz Calik (POL), Ognjen Jokić (MNE) |
| 2015. június 20. 18:00 | Vadeeva 22                               | Pont      | Bálintová, Hruscáková 15 | Audi Aréna, Győr Nézőszám: 500 Játékvezetők: Joseph Bissang (FRA), Janusz Calik (POL), Ognjen Jokić (MNE) |
| 2015. június 20. 18:00 | Osipova 9                                | Lepattanó | Bálintová 5              | Audi Aréna, Győr Nézőszám: 500 Játékvezetők: Joseph Bissang (FRA), Janusz Calik (POL), Ognjen Jokić (MNE) |
| 2015. június 20. 18:00 | Osipova 7                                | Gólpassz  | Toliver, Zirková 5       | Audi Aréna, Győr Nézőszám: 500 Játékvezetők: Joseph Bissang (FRA), Janusz Calik (POL), Ognjen Jokić (MNE) |

| 2015. június 20. 20:30 | Szerbia                                  | 80–91     | Spanyolország    | Audi Aréna, Győr Nézőszám: 500 Játékvezetők: Karen Lasuik (CAN), Manuel Mazzoni (ITA), Andrei Sharapa (BLR) |
| 2015. június 20. 20:30 | (27–24, 13–22, 22–15, 18–30) Jegyzőkönyv |           |                  | Audi Aréna, Győr Nézőszám: 500 Játékvezetők: Karen Lasuik (CAN), Manuel Mazzoni (ITA), Andrei Sharapa (BLR) |
| 2015. június 20. 20:30 | Petrović 17                              | Pont      | Torrens 25       | Audi Aréna, Győr Nézőszám: 500 Játékvezetők: Karen Lasuik (CAN), Manuel Mazzoni (ITA), Andrei Sharapa (BLR) |
| 2015. június 20. 20:30 | Petrović 8                               | Lepattanó | Ndour 12         | Audi Aréna, Győr Nézőszám: 500 Játékvezetők: Karen Lasuik (CAN), Manuel Mazzoni (ITA), Andrei Sharapa (BLR) |
| 2015. június 20. 20:30 | A. Dabović 3                             | Gólpassz  | Palau, Torrens 5 | Audi Aréna, Győr Nézőszám: 500 Játékvezetők: Karen Lasuik (CAN), Manuel Mazzoni (ITA), Andrei Sharapa (BLR) |

| 2015. június 22. 15:30 | Szlovákia                               | 84–62     | Horvátország | Audi Aréna, Győr Nézőszám: 250 Játékvezetők: Ognjen Jokic (MNE), Andrei Sharapa (BLR), Mila Cavara (BIH) |
| 2015. június 22. 15:30 | (26–16, 21–9, 18–24, 19–13) Jegyzőkönyv |           |              | Audi Aréna, Győr Nézőszám: 250 Játékvezetők: Ognjen Jokic (MNE), Andrei Sharapa (BLR), Mila Cavara (BIH) |
| 2015. június 22. 15:30 | Bálintová 29, Toliver 23                | Pont      | Slišković 15 | Audi Aréna, Győr Nézőszám: 250 Játékvezetők: Ognjen Jokic (MNE), Andrei Sharapa (BLR), Mila Cavara (BIH) |
| 2015. június 22. 15:30 | Jurčenková 14                           | Lepattanó | Slišković 9  | Audi Aréna, Győr Nézőszám: 250 Játékvezetők: Ognjen Jokic (MNE), Andrei Sharapa (BLR), Mila Cavara (BIH) |
| 2015. június 22. 15:30 | Toliver 7                               | Gólpassz  | Miloglav 11  | Audi Aréna, Győr Nézőszám: 250 Játékvezetők: Ognjen Jokic (MNE), Andrei Sharapa (BLR), Mila Cavara (BIH) |

| 2015. június 22. 18:00 | Spanyolország                           | 64–57     | Oroszország               | Audi Aréna, Győr Nézőszám: 200 Játékvezetők: Fabiana Martinescu (ROU), Joseph Bissang (FRA), Janusz Calik (POL) |
| 2015. június 22. 18:00 | (17–9, 21–12, 14–16, 12–20) Jegyzőkönyv |           |                           | Audi Aréna, Győr Nézőszám: 200 Játékvezetők: Fabiana Martinescu (ROU), Joseph Bissang (FRA), Janusz Calik (POL) |
| 2015. június 22. 18:00 | Torrens 24                              | Pont      | Vadeeva 15                | Audi Aréna, Győr Nézőszám: 200 Játékvezetők: Fabiana Martinescu (ROU), Joseph Bissang (FRA), Janusz Calik (POL) |
| 2015. június 22. 18:00 | Nicholls 13                             | Lepattanó | Vadeeva, Osipova, Vieru 6 | Audi Aréna, Győr Nézőszám: 200 Játékvezetők: Fabiana Martinescu (ROU), Joseph Bissang (FRA), Janusz Calik (POL) |
| 2015. június 22. 18:00 | Torrens 5                               | Gólpassz  | Namok 7                   | Audi Aréna, Győr Nézőszám: 200 Játékvezetők: Fabiana Martinescu (ROU), Joseph Bissang (FRA), Janusz Calik (POL) |

| 2015. június 22. 20:30 | Szerbia                                 | 72–73     | Litvánia      | Audi Aréna, Győr Nézőszám: 250 Játékvezetők: Karen Lasuik (CAN), Manuel Mazzoni (ITA), Ilona Kucerova (CZE) |
| 2015. június 22. 20:30 | (32–17, 8–20, 14–15, 18–21) Jegyzőkönyv |           |               | Audi Aréna, Győr Nézőszám: 250 Játékvezetők: Karen Lasuik (CAN), Manuel Mazzoni (ITA), Ilona Kucerova (CZE) |
| 2015. június 22. 20:30 | Milovanović 14                          | Pont      | Nacickaitė 21 | Audi Aréna, Győr Nézőszám: 250 Játékvezetők: Karen Lasuik (CAN), Manuel Mazzoni (ITA), Ilona Kucerova (CZE) |
| 2015. június 22. 20:30 | Petrović 10                             | Lepattanó | Petronytė 9   | Audi Aréna, Győr Nézőszám: 250 Játékvezetők: Karen Lasuik (CAN), Manuel Mazzoni (ITA), Ilona Kucerova (CZE) |
| 2015. június 22. 20:30 | A. Dabović 6                            | Gólpassz  | Okockytė 9    | Audi Aréna, Győr Nézőszám: 250 Játékvezetők: Karen Lasuik (CAN), Manuel Mazzoni (ITA), Ilona Kucerova (CZE) |

## Egyenes kieséses szakasz

### Negyeddöntők
| 2015. június 24. 18:00 | Törökország                             | 63–75     | Szerbia       | SYMA Sport- és Rendezvényközpont, Budapest Nézőszám: 400 Játékvezetők: Andris Aunkrogers (LAT), Maj Forsberg (DEN), Erez Gurion (ISR) |
| 2015. június 24. 18:00 | (18–18, 9–10, 11–26, 25–21) Jegyzőkönyv |           |               | SYMA Sport- és Rendezvényközpont, Budapest Nézőszám: 400 Játékvezetők: Andris Aunkrogers (LAT), Maj Forsberg (DEN), Erez Gurion (ISR) |
| 2015. június 24. 18:00 | Sanders 25                              | Pont      | A. Dabović 31 | SYMA Sport- és Rendezvényközpont, Budapest Nézőszám: 400 Játékvezetők: Andris Aunkrogers (LAT), Maj Forsberg (DEN), Erez Gurion (ISR) |
| 2015. június 24. 18:00 | Sanders 10                              | Lepattanó | Petrović 7    | SYMA Sport- és Rendezvényközpont, Budapest Nézőszám: 400 Játékvezetők: Andris Aunkrogers (LAT), Maj Forsberg (DEN), Erez Gurion (ISR) |
| 2015. június 24. 18:00 | Alben 6                                 | Gólpassz  | Milovanović 3 | SYMA Sport- és Rendezvényközpont, Budapest Nézőszám: 400 Játékvezetők: Andris Aunkrogers (LAT), Maj Forsberg (DEN), Erez Gurion (ISR) |

| 2015. június 24. 20:30 | Litvánia                                | 66–68     | Fehéroroszország | SYMA Sport- és Rendezvényközpont, Budapest Nézőszám: 800 Játékvezetők: Joseph Bissang (FRA), Carlos Peruga (ESP), Janusz Calik (POL) |
| 2015. június 24. 20:30 | (10–16, 9–17, 24–18, 23–17) Jegyzőkönyv |           |                  | SYMA Sport- és Rendezvényközpont, Budapest Nézőszám: 800 Játékvezetők: Joseph Bissang (FRA), Carlos Peruga (ESP), Janusz Calik (POL) |
| 2015. június 24. 20:30 | Nacickaitė 21                           | Pont      | Verameyenka 15   | SYMA Sport- és Rendezvényközpont, Budapest Nézőszám: 800 Játékvezetők: Joseph Bissang (FRA), Carlos Peruga (ESP), Janusz Calik (POL) |
| 2015. június 24. 20:30 | Kuktienė, Linkevičienė 8                | Lepattanó | Verameyenka 9    | SYMA Sport- és Rendezvényközpont, Budapest Nézőszám: 800 Játékvezetők: Joseph Bissang (FRA), Carlos Peruga (ESP), Janusz Calik (POL) |
| 2015. június 24. 20:30 | Linkevičienė 4                          | Gólpassz  | Harding 6        | SYMA Sport- és Rendezvényközpont, Budapest Nézőszám: 800 Játékvezetők: Joseph Bissang (FRA), Carlos Peruga (ESP), Janusz Calik (POL) |

| 2015. június 25. 18:00 | Spanyolország                            | 75–74     | Montenegró  | SYMA Sport- és Rendezvényközpont, Budapest Nézőszám: 1000 Játékvezetők: Anne Panther (GER), Manuel Mazzoni (ITA), Kapitány Gellért (HUN) |
| 2015. június 25. 18:00 | (16–17, 23–20, 16–15, 20–22) Jegyzőkönyv |           |             | SYMA Sport- és Rendezvényközpont, Budapest Nézőszám: 1000 Játékvezetők: Anne Panther (GER), Manuel Mazzoni (ITA), Kapitány Gellért (HUN) |
| 2015. június 25. 18:00 | Torrens 28                               | Pont      | Robinson 23 | SYMA Sport- és Rendezvényközpont, Budapest Nézőszám: 1000 Játékvezetők: Anne Panther (GER), Manuel Mazzoni (ITA), Kapitány Gellért (HUN) |
| 2015. június 25. 18:00 | Nicholls 16                              | Lepattanó | Robinson 7  | SYMA Sport- és Rendezvényközpont, Budapest Nézőszám: 1000 Játékvezetők: Anne Panther (GER), Manuel Mazzoni (ITA), Kapitány Gellért (HUN) |
| 2015. június 25. 18:00 | Domínguez 3                              | Gólpassz  | Škerović 6  | SYMA Sport- és Rendezvényközpont, Budapest Nézőszám: 1000 Játékvezetők: Anne Panther (GER), Manuel Mazzoni (ITA), Kapitány Gellért (HUN) |

| 2015. június 25. 20:30 | Franciaország                            | 77–74     | Oroszország         | SYMA Sport- és Rendezvényközpont, Budapest Nézőszám: 1200 Játékvezetők: Jasmina Juras (SRB), Karen Lasuik (CAN), Fabiana Martinescu (ROU) |
| 2015. június 25. 20:30 | (16–20, 22–15, 19–18, 20–21) Jegyzőkönyv |           |                     | SYMA Sport- és Rendezvényközpont, Budapest Nézőszám: 1200 Játékvezetők: Jasmina Juras (SRB), Karen Lasuik (CAN), Fabiana Martinescu (ROU) |
| 2015. június 25. 20:30 | Gruda 23                                 | Pont      | Prince 31           | SYMA Sport- és Rendezvényközpont, Budapest Nézőszám: 1200 Játékvezetők: Jasmina Juras (SRB), Karen Lasuik (CAN), Fabiana Martinescu (ROU) |
| 2015. június 25. 20:30 | Tchatchouang, Yacoubou 7                 | Lepattanó | Osipova 7           | SYMA Sport- és Rendezvényközpont, Budapest Nézőszám: 1200 Játékvezetők: Jasmina Juras (SRB), Karen Lasuik (CAN), Fabiana Martinescu (ROU) |
| 2015. június 25. 20:30 | Dumerc 9                                 | Gólpassz  | Belyakova, Prince 5 | SYMA Sport- és Rendezvényközpont, Budapest Nézőszám: 1200 Játékvezetők: Jasmina Juras (SRB), Karen Lasuik (CAN), Fabiana Martinescu (ROU) |

### Az 5–8. helyért
| 2015. június 25. 15:30 | Törökország                              | 66–57     | Litvánia       | SYMA Sport- és Rendezvényközpont, Budapest Nézőszám: 300 Játékvezetők: Joseph Bissang (FRA), Semen Ovinov (RUS), Ilona Kučerová (CZE) |
| 2015. június 25. 15:30 | (16–16, 14–16, 13–10, 23–15) Jegyzőkönyv |           |                | SYMA Sport- és Rendezvényközpont, Budapest Nézőszám: 300 Játékvezetők: Joseph Bissang (FRA), Semen Ovinov (RUS), Ilona Kučerová (CZE) |
| 2015. június 25. 15:30 | Alben 16                                 | Pont      | Petronytė 18   | SYMA Sport- és Rendezvényközpont, Budapest Nézőszám: 300 Játékvezetők: Joseph Bissang (FRA), Semen Ovinov (RUS), Ilona Kučerová (CZE) |
| 2015. június 25. 15:30 | Sanders 12                               | Lepattanó | Petronytė 8    | SYMA Sport- és Rendezvényközpont, Budapest Nézőszám: 300 Játékvezetők: Joseph Bissang (FRA), Semen Ovinov (RUS), Ilona Kučerová (CZE) |
| 2015. június 25. 15:30 | Alben 10                                 | Gólpassz  | Gutkauskaitė 4 | SYMA Sport- és Rendezvényközpont, Budapest Nézőszám: 300 Játékvezetők: Joseph Bissang (FRA), Semen Ovinov (RUS), Ilona Kučerová (CZE) |

| 2015. június 26. 15:30 | Oroszország                              | 73–65     | Montenegró     | Syma Sport- és Rendezvényközpont, Budapest Nézőszám: 300 Játékvezetők: Joseph Bissang (FRA), Semen Ovinov (RUS), Ilona Kučerová (CZE) |
| 2015. június 26. 15:30 | (26–12, 17–18, 10–17, 20–18) Jegyzőkönyv |           |                | Syma Sport- és Rendezvényközpont, Budapest Nézőszám: 300 Játékvezetők: Joseph Bissang (FRA), Semen Ovinov (RUS), Ilona Kučerová (CZE) |
| 2015. június 26. 15:30 | Alben 16                                 | Pont      | Petronytė 18   | Syma Sport- és Rendezvényközpont, Budapest Nézőszám: 300 Játékvezetők: Joseph Bissang (FRA), Semen Ovinov (RUS), Ilona Kučerová (CZE) |
| 2015. június 26. 15:30 | Sanders 12                               | Lepattanó | Petronytė 8    | Syma Sport- és Rendezvényközpont, Budapest Nézőszám: 300 Játékvezetők: Joseph Bissang (FRA), Semen Ovinov (RUS), Ilona Kučerová (CZE) |
| 2015. június 26. 15:30 | Alben 10                                 | Gólpassz  | Gutkauskaitė 4 | Syma Sport- és Rendezvényközpont, Budapest Nézőszám: 300 Játékvezetők: Joseph Bissang (FRA), Semen Ovinov (RUS), Ilona Kučerová (CZE) |

### Elődöntők
| 2015. június 26. 18:00 | Szerbia                                  | 74–72     | Fehéroroszország | Syma Sport- és Rendezvényközpont, Budapest Nézőszám: 850 Játékvezetők: Fabiana Martinescu (ROU), Maj Forsberg (DEN), Manuel Mazzoni (ITA) |
| 2015. június 26. 18:00 | (18–18, 18–20, 23–19, 15–15) Jegyzőkönyv |           |                  | Syma Sport- és Rendezvényközpont, Budapest Nézőszám: 850 Játékvezetők: Fabiana Martinescu (ROU), Maj Forsberg (DEN), Manuel Mazzoni (ITA) |
| 2015. június 26. 18:00 | A. Dabović 21                            | Pont      | Leuchanka 22     | Syma Sport- és Rendezvényközpont, Budapest Nézőszám: 850 Játékvezetők: Fabiana Martinescu (ROU), Maj Forsberg (DEN), Manuel Mazzoni (ITA) |
| 2015. június 26. 18:00 | Petrović 9                               | Lepattanó | Leuchanka 11     | Syma Sport- és Rendezvényközpont, Budapest Nézőszám: 850 Játékvezetők: Fabiana Martinescu (ROU), Maj Forsberg (DEN), Manuel Mazzoni (ITA) |
| 2015. június 26. 18:00 | A. Dabović 3                             | Gólpassz  | Harding 6        | Syma Sport- és Rendezvényközpont, Budapest Nézőszám: 850 Játékvezetők: Fabiana Martinescu (ROU), Maj Forsberg (DEN), Manuel Mazzoni (ITA) |

| 2015. június 26. 20:30 | Franciaország                            | 63–58     | Spanyolország | Syma Sport- és Rendezvényközpont, Budapest Nézőszám: 1000 Játékvezetők: Karen Lasuik (CAN), Anne Panther (GER), Andris Aunkrogers (LAT) |
| 2015. június 26. 20:30 | (15–13, 14–18, 22–15, 12–12) Jegyzőkönyv |           |               | Syma Sport- és Rendezvényközpont, Budapest Nézőszám: 1000 Játékvezetők: Karen Lasuik (CAN), Anne Panther (GER), Andris Aunkrogers (LAT) |
| 2015. június 26. 20:30 | Gruda 16                                 | Pont      | Torrens 13    | Syma Sport- és Rendezvényközpont, Budapest Nézőszám: 1000 Játékvezetők: Karen Lasuik (CAN), Anne Panther (GER), Andris Aunkrogers (LAT) |
| 2015. június 26. 20:30 | Gruda 12                                 | Lepattanó | Nicholls 5    | Syma Sport- és Rendezvényközpont, Budapest Nézőszám: 1000 Játékvezetők: Karen Lasuik (CAN), Anne Panther (GER), Andris Aunkrogers (LAT) |
| 2015. június 26. 20:30 | négy játékos 3                           | Gólpassz  | Palau 7       | Syma Sport- és Rendezvényközpont, Budapest Nézőszám: 1000 Játékvezetők: Karen Lasuik (CAN), Anne Panther (GER), Andris Aunkrogers (LAT) |

### A 7. helyért
| 2015. június 27. 16:00 | Litvánia                                 | 77–89     | Montenegró    | Syma Sport- és Rendezvényközpont, Budapest Nézőszám: 1100 Játékvezetők: Ilona Kucerova (CZE), Semen Ovinov (RUS), Andrei Sharapa (BLR) |
| 2015. június 27. 16:00 | (24–26, 12–27, 20–17, 21–19) Jegyzőkönyv |           |               | Syma Sport- és Rendezvényközpont, Budapest Nézőszám: 1100 Játékvezetők: Ilona Kucerova (CZE), Semen Ovinov (RUS), Andrei Sharapa (BLR) |
| 2015. június 27. 16:00 | Nacickaitė 28                            | Pont      | Robinson 24   | Syma Sport- és Rendezvényközpont, Budapest Nézőszám: 1100 Játékvezetők: Ilona Kucerova (CZE), Semen Ovinov (RUS), Andrei Sharapa (BLR) |
| 2015. június 27. 16:00 | Grigalauskytė 10                         | Lepattanó | Robinson 11   | Syma Sport- és Rendezvényközpont, Budapest Nézőszám: 1100 Játékvezetők: Ilona Kucerova (CZE), Semen Ovinov (RUS), Andrei Sharapa (BLR) |
| 2015. június 27. 16:00 | Grigalauskytė, Gutkauskaitė 4            | Gólpassz  | Perovanović 6 | Syma Sport- és Rendezvényközpont, Budapest Nézőszám: 1100 Játékvezetők: Ilona Kucerova (CZE), Semen Ovinov (RUS), Andrei Sharapa (BLR) |

### Az 5. helyért
| 2015. június 27. 20:00 | Törökország                              | 68–66     | Oroszország | Syma Sport- és Rendezvényközpont, Budapest Nézőszám: 800 Játékvezetők: Carlos Peruga (ESP), Janusz Calik (POL), Ognjen Jokic (MNE) |
| 2015. június 27. 20:00 | (15–17, 12–15, 18–15, 14–12) Jegyzőkönyv |           |             | Syma Sport- és Rendezvényközpont, Budapest Nézőszám: 800 Játékvezetők: Carlos Peruga (ESP), Janusz Calik (POL), Ognjen Jokic (MNE) |
| 2015. június 27. 20:00 | Sanders 28                               | Pont      | Vadeeva 19  | Syma Sport- és Rendezvényközpont, Budapest Nézőszám: 800 Játékvezetők: Carlos Peruga (ESP), Janusz Calik (POL), Ognjen Jokic (MNE) |
| 2015. június 27. 20:00 | Sanders 13                               | Lepattanó | Vadeeva 10  | Syma Sport- és Rendezvényközpont, Budapest Nézőszám: 800 Játékvezetők: Carlos Peruga (ESP), Janusz Calik (POL), Ognjen Jokic (MNE) |
| 2015. június 27. 20:00 | Vardarlı 5                               | Gólpassz  | Prince 8    | Syma Sport- és Rendezvényközpont, Budapest Nézőszám: 800 Játékvezetők: Carlos Peruga (ESP), Janusz Calik (POL), Ognjen Jokic (MNE) |

### Bronzmérkőzés
| 2015. június 28. 16:30 | Fehéroroszország                         | 58–74     | Spanyolország     | Syma Sport- és Rendezvényközpont, Budapest Nézőszám: 3000 Játékvezetők: Jasmina Juras (SRB), Joseph Bissang (FRA), Fabiana Martinescu (ROU) |
| 2015. június 28. 16:30 | (18–12, 12–22, 14–21, 14–19) Jegyzőkönyv |           |                   | Syma Sport- és Rendezvényközpont, Budapest Nézőszám: 3000 Játékvezetők: Jasmina Juras (SRB), Joseph Bissang (FRA), Fabiana Martinescu (ROU) |
| 2015. június 28. 16:30 | Leuchanka, Ziuzkova 13                   | Pont      | Torrens 25        | Syma Sport- és Rendezvényközpont, Budapest Nézőszám: 3000 Játékvezetők: Jasmina Juras (SRB), Joseph Bissang (FRA), Fabiana Martinescu (ROU) |
| 2015. június 28. 16:30 | Leuchanka 14                             | Lepattanó | Ndour, Nicholls 7 | Syma Sport- és Rendezvényközpont, Budapest Nézőszám: 3000 Játékvezetők: Jasmina Juras (SRB), Joseph Bissang (FRA), Fabiana Martinescu (ROU) |
| 2015. június 28. 16:30 | Harding 6                                | Gólpassz  | Torrens 5         | Syma Sport- és Rendezvényközpont, Budapest Nézőszám: 3000 Játékvezetők: Jasmina Juras (SRB), Joseph Bissang (FRA), Fabiana Martinescu (ROU) |

### Döntő
| 2015. június 28. 19:00 | Szerbia                                  | 76–68     | Franciaország | Syma Sport- és Rendezvényközpont, Budapest Nézőszám: 5200 Játékvezetők: Karen Lasuik (CAN), Anne Panther (GER), Maj Forsberg (DEN) |
| 2015. június 28. 19:00 | (15–22, 18–10, 20–17, 23–19) Jegyzőkönyv |           |               | Syma Sport- és Rendezvényközpont, Budapest Nézőszám: 5200 Játékvezetők: Karen Lasuik (CAN), Anne Panther (GER), Maj Forsberg (DEN) |
| 2015. június 28. 19:00 | A. Dabović 25                            | Pont      | Gruda 16      | Syma Sport- és Rendezvényközpont, Budapest Nézőszám: 5200 Játékvezetők: Karen Lasuik (CAN), Anne Panther (GER), Maj Forsberg (DEN) |
| 2015. június 28. 19:00 | Page 8                                   | Lepattanó | Yacoubou 6    | Syma Sport- és Rendezvényközpont, Budapest Nézőszám: 5200 Játékvezetők: Karen Lasuik (CAN), Anne Panther (GER), Maj Forsberg (DEN) |
| 2015. június 28. 19:00 | A. Dabović 3                             | Gólpassz  | Dumerc 5      | Syma Sport- és Rendezvényközpont, Budapest Nézőszám: 5200 Játékvezetők: Karen Lasuik (CAN), Anne Panther (GER), Maj Forsberg (DEN) |

| A 2015-ös női kosárlabda-Európa-bajnokság győztese |
| -------------------------------------------------- |
| · Szerbia · 1. cím                                 |

## Végeredmény
(A hazai csapatok eltérő háttérszínnel kiemelve.)
| Arany | Szerbia          |  |  |  |  |  |  |  |  |
| Ezüst | Franciaország    |  |  |  |  |  |  |  |  |
| Bronz | Spanyolország    |  |  |  |  |  |  |  |  |
| 4.    | Fehéroroszország |  |  |  |  |  |  |  |  |
|       |                  |  |  |  |  |  |  |  |  |
| 5.    | Törökország      |  |  |  |  |  |  |  |  |
| 6.    | Oroszország      |  |  |  |  |  |  |  |  |
| 7.    | Montenegró       |  |  |  |  |  |  |  |  |
| 8.    | Litvánia         |  |  |  |  |  |  |  |  |
|       |                  |  |  |  |  |  |  |  |  |
| 9.    | Szlovákia        |  |  |  |  |  |  |  |  |
| 10.   | Görögország      |  |  |  |  |  |  |  |  |
| 11.   | Csehország       |  |  |  |  |  |  |  |  |
| 12.   | Horvátország     |  |  |  |  |  |  |  |  |
|       |                  |  |  |  |  |  |  |  |  |
| 13.   | Lettország       |  |  |  |  |  |  |  |  |
| 14.   | Svédország       |  |  |  |  |  |  |  |  |
| 15.   | Olaszország      |  |  |  |  |  |  |  |  |
| 16.   | Ukrajna          |  |  |  |  |  |  |  |  |
| 17.   | Magyarország     |  |  |  |  |  |  |  |  |
| 18.   | Lengyelország    |  |  |  |  |  |  |  |  |
| 19.   | Románia          |  |  |  |  |  |  |  |  |
| 20.   | Nagy-Britannia   |  |  |  |  |  |  |  |  |